# 飯田橋站
飯田橋站（日语：／ Iidabashi eki */?）是位於日本東京都千代田區、新宿區、文京區，屬於東日本旅客鐵道（JR東日本）、東京地下鐵、東京都交通局（都營地下鐵）的鐵路車站。各站的所在地參見車站資訊模板內的記述。

## 历史
本站是1928年中央本線四線化後，由附近的牛込站（うしごめえき）和飯田町站合併而成。合併後，飯田町站改為貨運專用站。本段紀錄本站及合併前的牛込站的歷史。
- 1894年（明治27年）10月9日：牛込站隨甲武鐵道市街線新宿－牛込一同開業。當時車站位於現時車站近四谷一邊的折返線遺址附近。
- 1895年（明治28年）4月3日：飯田町－牛込段開業。
- 1904年（明治37年）8月21日：飯田町－中野段開始使用電力動車組服務。
- 1906年（明治39年）10月1日：甲武鐵道國有化（日语：鉄道国有法），牛込站與飯田町站成為官設鐵道車站。
- 1909年（明治42年）10月12日：制定路線名稱，屬於中央東線（1911年起為中央本線）。
- 1928年（昭和3年）11月15日：中央本線新宿－飯田町完成四線化工程。這是關東大地震後重建工作的一部分。完成後，站距過近的牛込站和飯田町站合併為飯田橋站，而飯田町站則改為貨運專用站。
- 1964年（昭和39年）12月23日：帝都高速度交通營團（營團地下鐵）東西線飯田橋站開業。
- 1974年（昭和49年）10月30日：營團地下鐵有樂町線飯田橋站開業。
- 1987年（昭和62年）4月1日：國鐵分割民營化，本站由JR東日本接手管理。
- 1991年（平成3年）3月：東西線車站改善工程動工[1]。
- 1996年（平成8年）3月26日：營團地下鐵南北線飯田橋站開業。
- 1997年（平成9年）3月：東西線車站改善工程完工。總工程費用約57億3000萬日圓[1]。
- 2000年（平成12年）12月12日：都營地下鐵大江戶線飯田橋站開業。
- 2001年（平成13年）11月18日：JR東日本的智能卡系統Suica正式投入服務。
- 2004年（平成16年）4月1日：營團地下鐵民營化，東西線、有樂町線、南北線由東京地下鐵接手經營。
- 2007年（平成19年）3月18日：東京地下鐵、東京都交通局共同使用的智能卡系統PASMO正式投入服務。
- 2011年（平成23年）7月15日：都營地下鐵大江戶線月台門動工。
- 2011年（平成23年）10月：地下鐵有樂町線月台門與發車音樂啟用。
- 2012年（平成24年）7月1日：都營地下鐵大江戶線月台門完工。
- 2012年（平成24年）8月11日：都營地下鐵大江戶線月台門啟用。
- 2015年（平成27年）
  - 3月29日：南北線開設東京地下鐵失物招領處（原來設於日比谷線上野站）。南北線更換發車音樂[2]。
  - 5月27日：東西線導入發車音樂。
- 2016年（平成28年）8月7日：因應JR車站移設工程，西口臨時站房啟用。
- 2018年（平成30年）11月24日：東西線月台啟用月台閘門。
- 2020年（令和2年）
  - 7月12日：新西口站舍啟用[報道 1][新聞 1]。中央·總武線（各站停車）月台向西側移動約200公尺[報道 1][新聞 1]。
  - 8月25日：伴隨JR東日本新西口站舍開業，車站內部商業空間「Ecute Edition飯田橋」部分開業[報道 2][報道 3]。

### 站名由來
站名取自附近的飯田橋。

## 車站構造

### JR東日本
JR東日本站區是一個高架車站。車站設有東、西兩個出口，由於站區地形傾斜，因此東口站房外觀像高架車站，面向牛込橋的西口站房則是跨站式站房。
車站月台為島式月台1面2線設計。由於月台部份是位在半徑300公尺的急彎軌道上，列車與月台之間有很大的空隙。因此除了車內廣播，本站還設有旋轉警示燈等不少提醒乘客注意空隙的設施，月台上的喇叭也非常多。由於2001年1月山手線新大久保站發生乘客跌落意外（新大久保站乘客墜軌事故），月台下方設有避難空間。
過去市谷方向有牛込站，該位置設有從千葉方向發車列車折返運轉的拖上線。
2014年7月2日，JR東日本月台計畫往新宿方向的直線區間移動約200公尺以消除月台與列車的間隙，宣布重建西口站房與整備站前廣場。2014年度中旬進行基本設計。2016年8月7日起臨時站房啟用，面對牛込橋的舊西口關閉。

#### 月台配置
| 月台 | 路線                    | 方向 | 目的地                     |
| ---- | ----------------------- | ---- | -------------------------- |
| 1    | 中央·總武線（各站停車） | 東行 | 御茶之水、秋葉原、千葉方向 |
| 2    | 中央·總武線（各站停車） | 西行 | 四谷、新宿、三鷹方向       |

（來源：JR東日本:車站構內圖 （页面存档备份，存于））
- 2020年3月14日時刻表修訂，早晨與深夜直通三鷹以西與東京站的班次取消，需在四谷站與御茶之水站轉乘中央線快速。

東口站舍、舊西口站舍
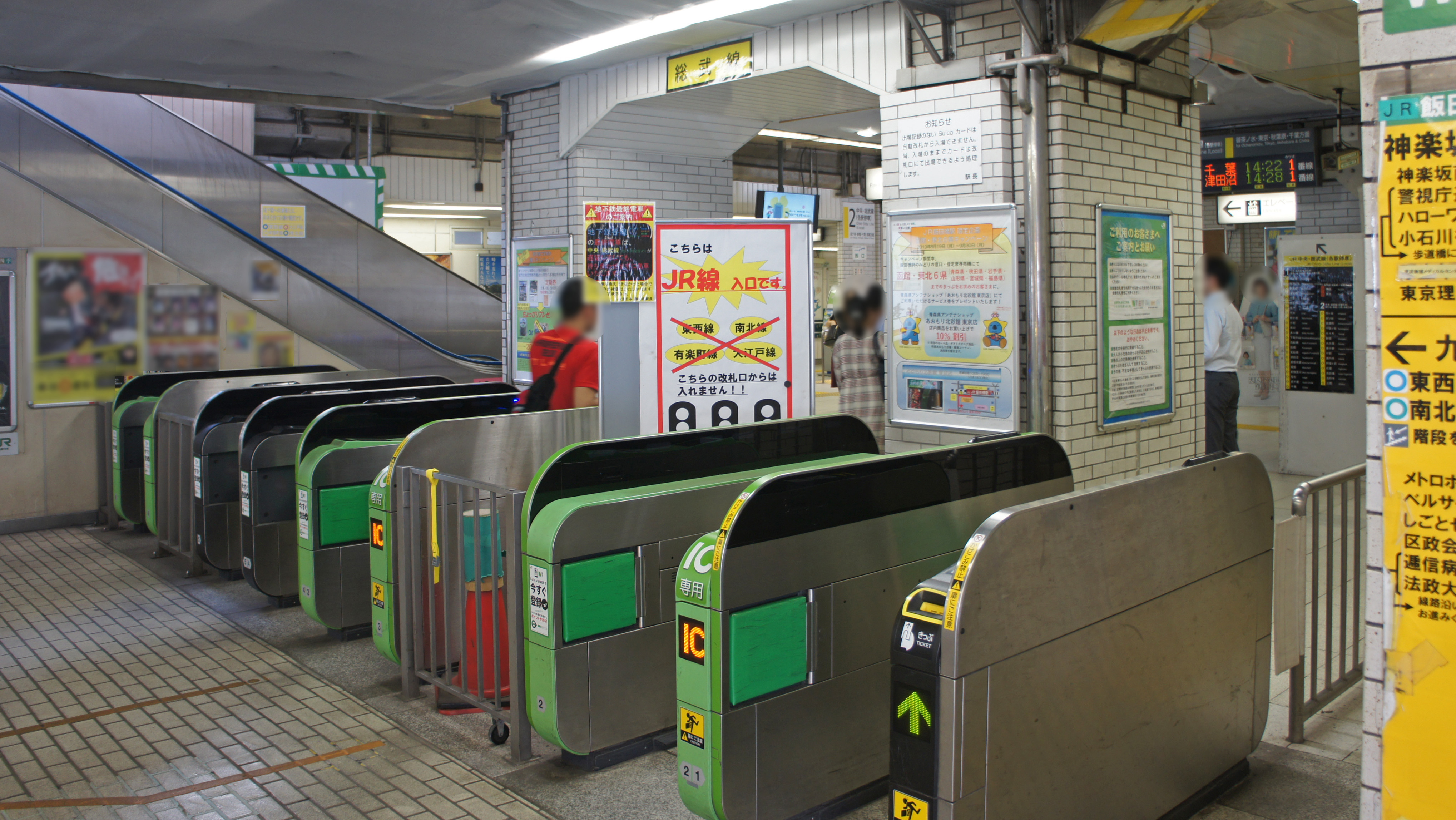
東口閘口（2019年9月）
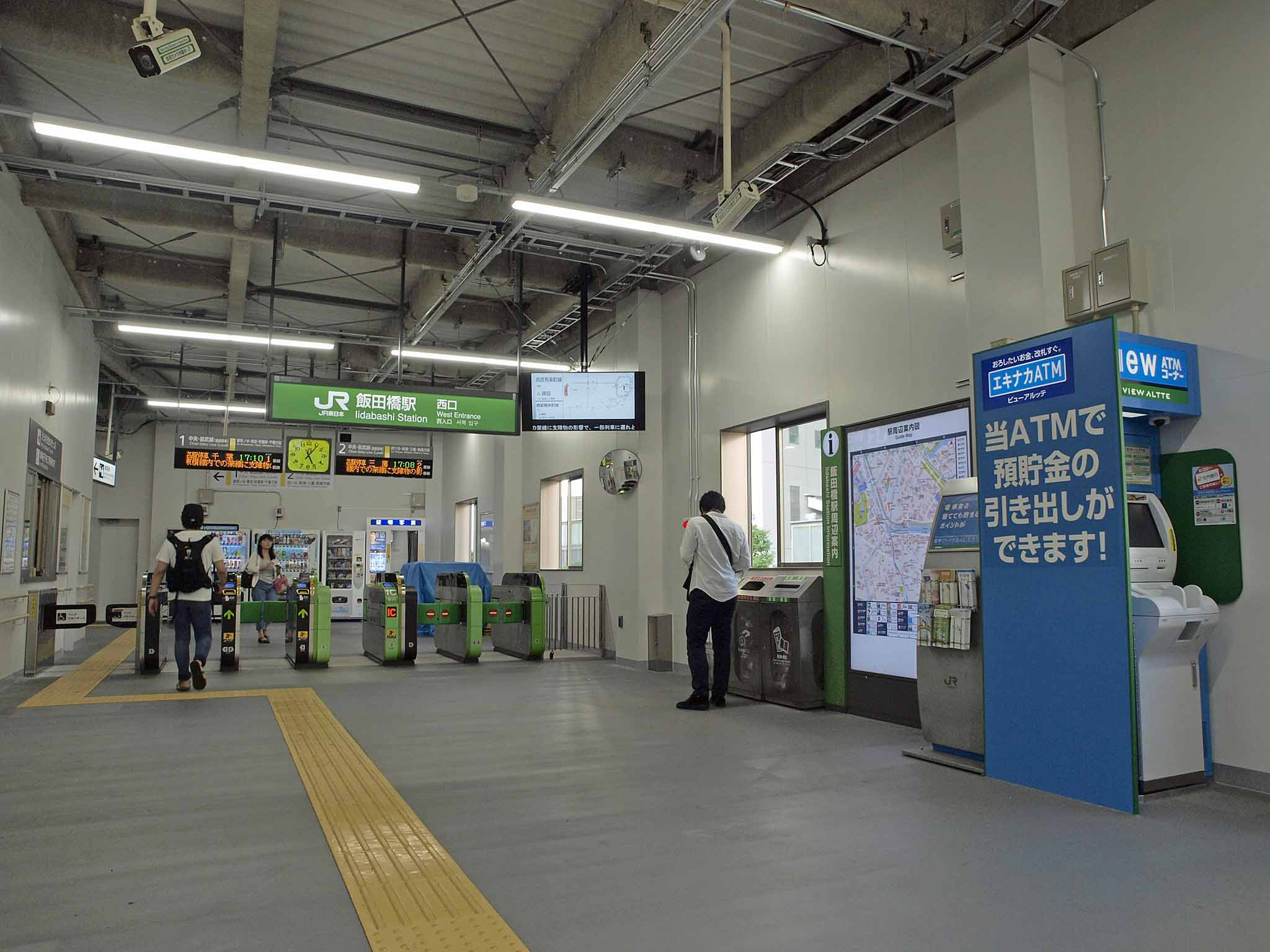
西口臨設站舍大堂（2016年8月）
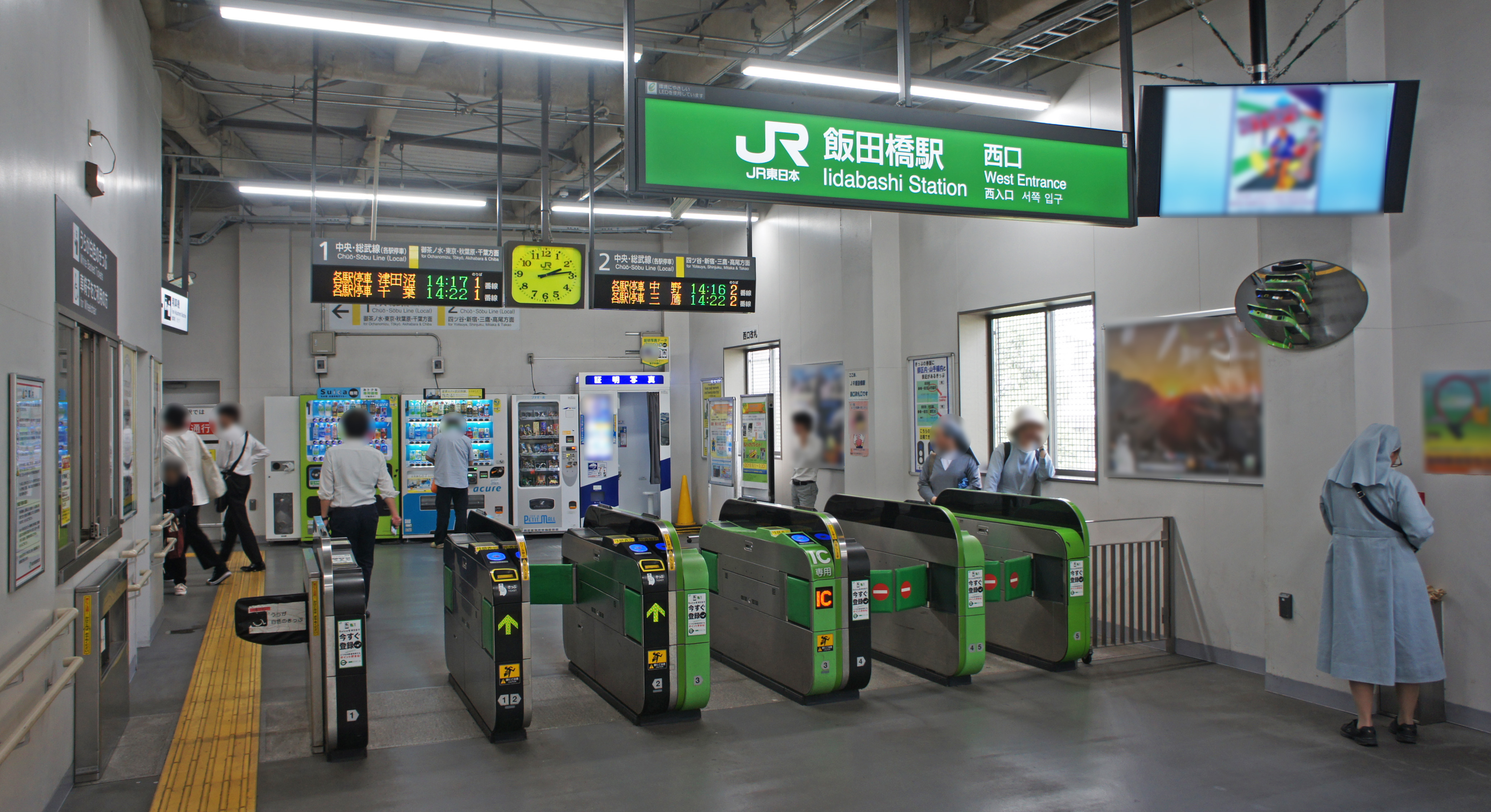
西口臨時站閘口（2019年9月）
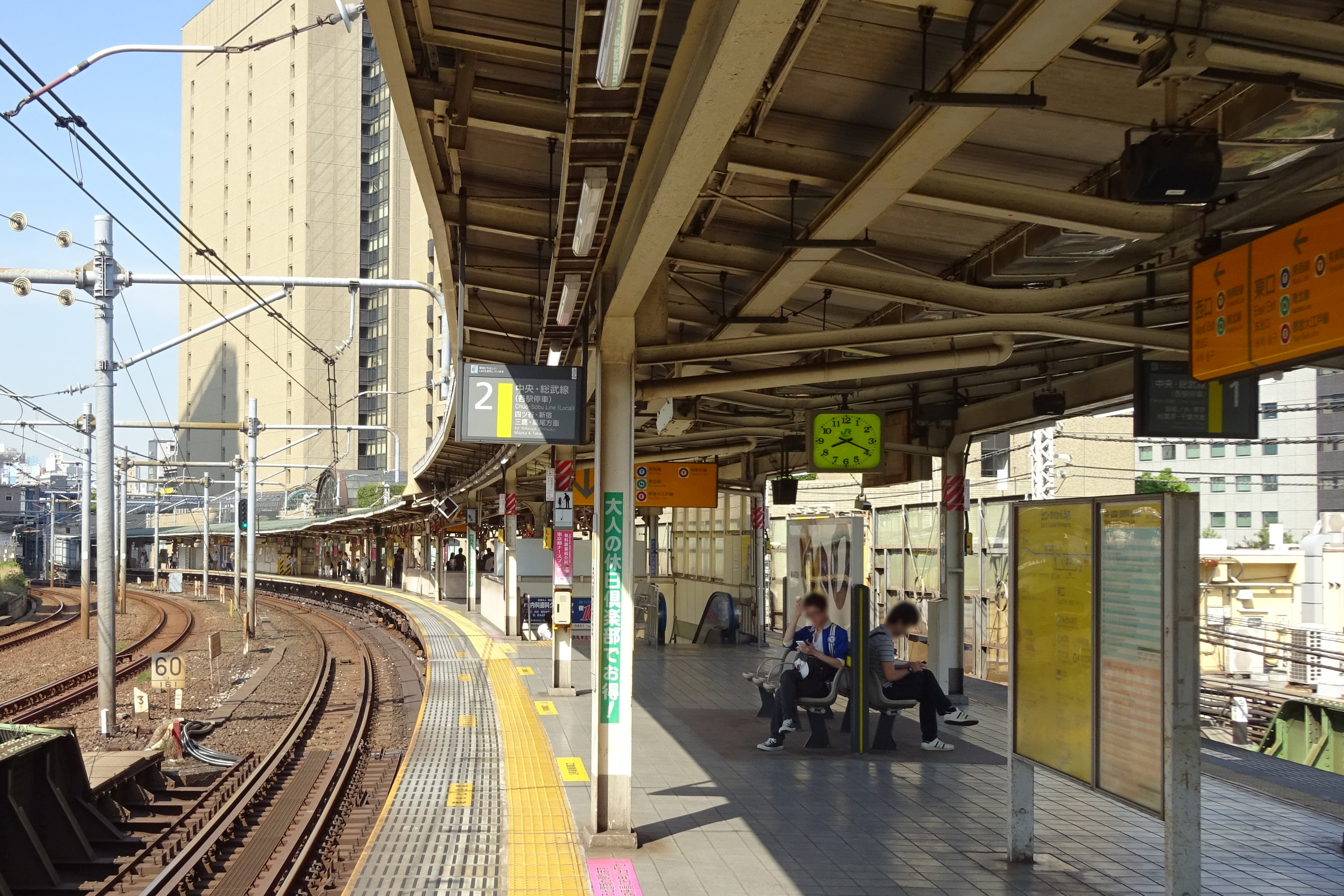
移動前大彎曲的月台（2016年6月）
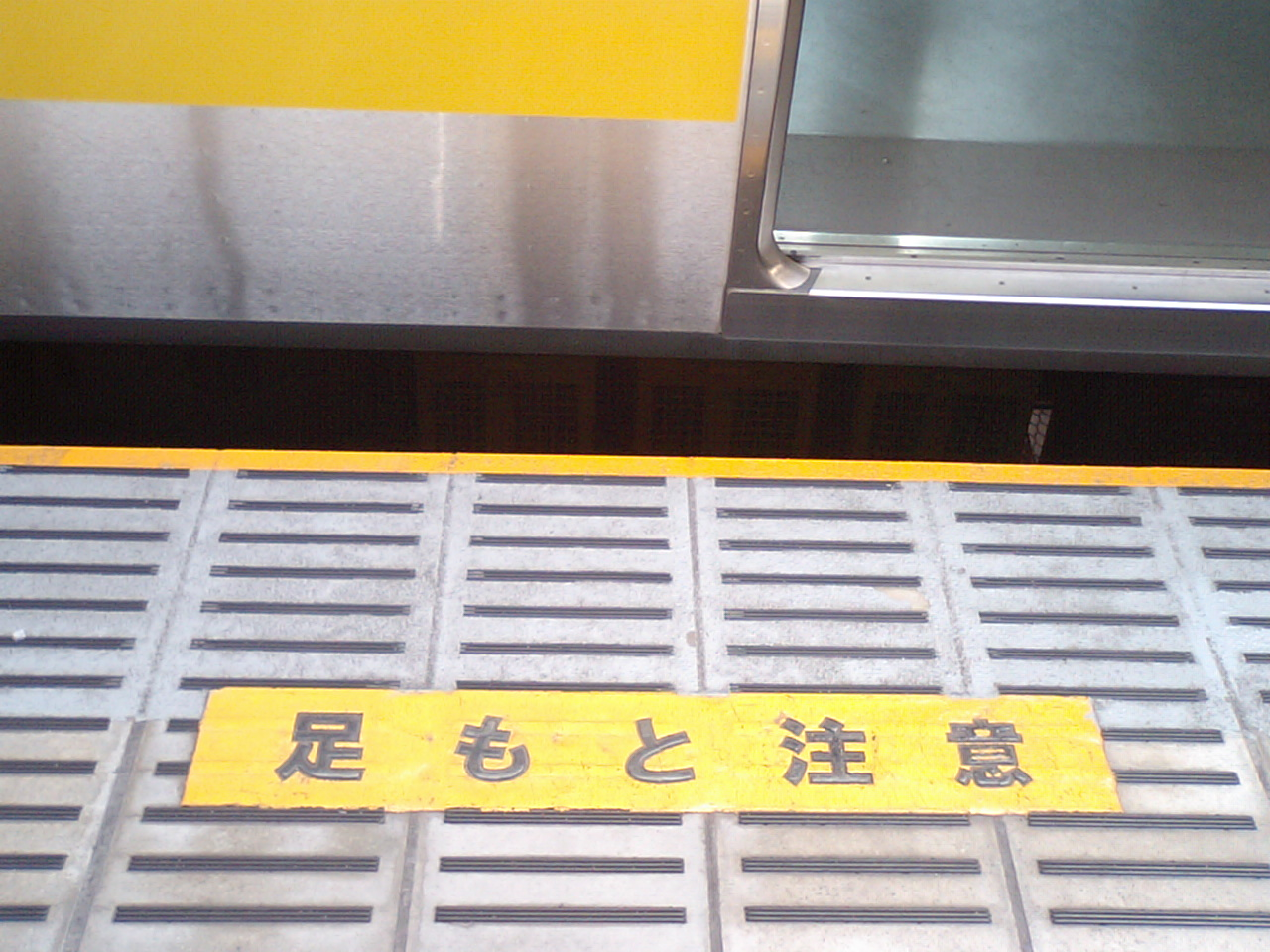
列車與月台之間空隙較寬，月台有告示（2008年3月）

新西口站舍
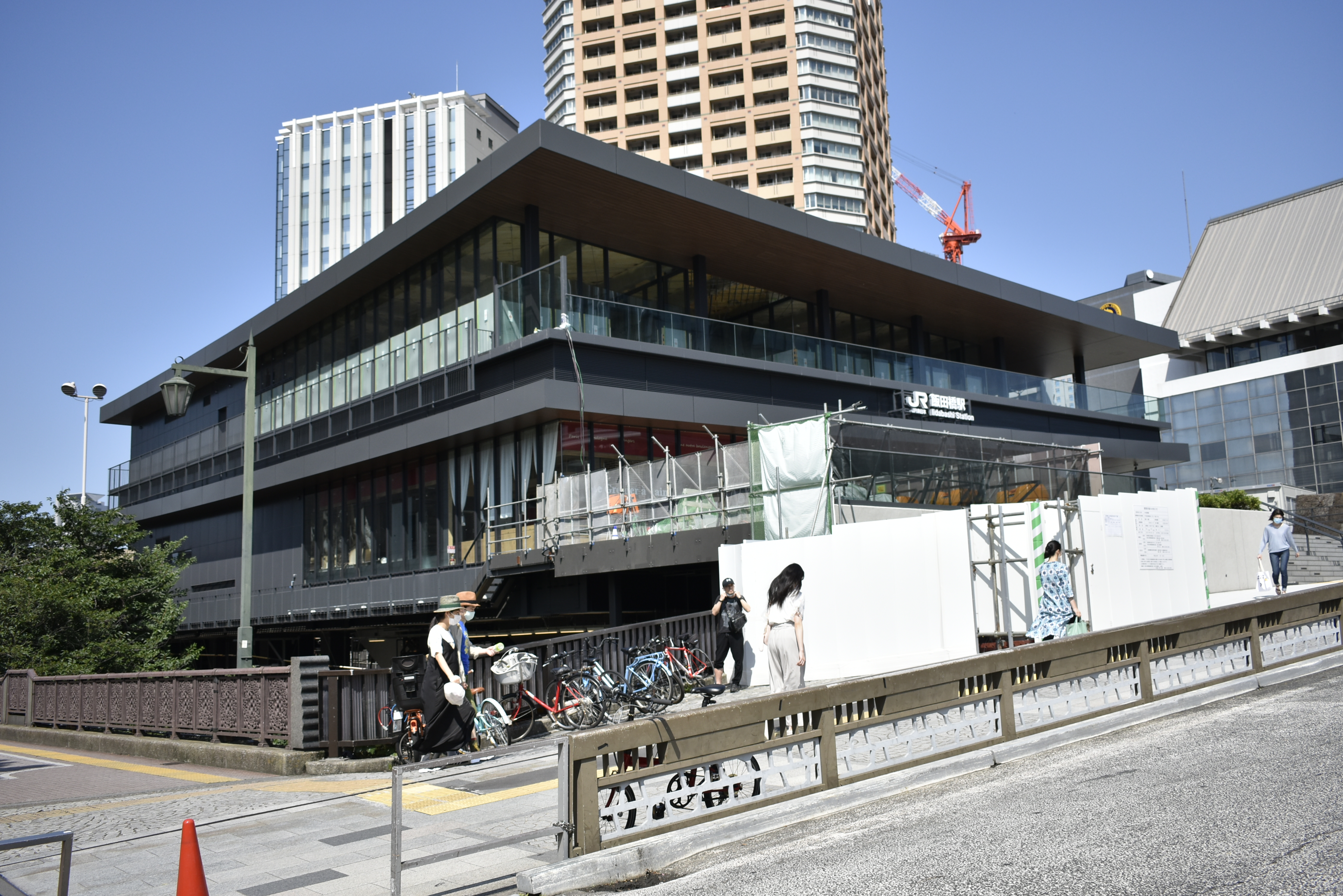
站舍外觀
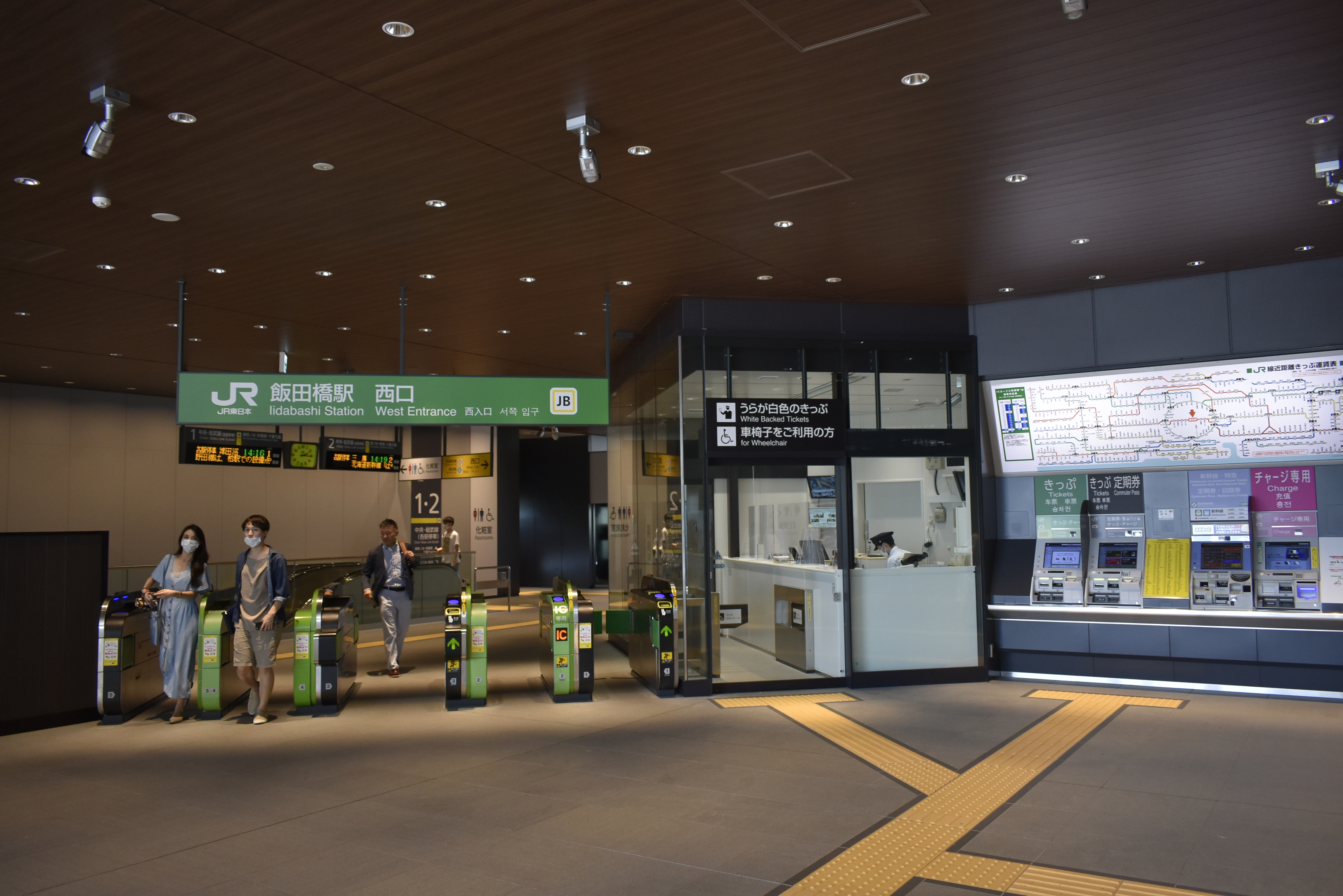
西口閘口
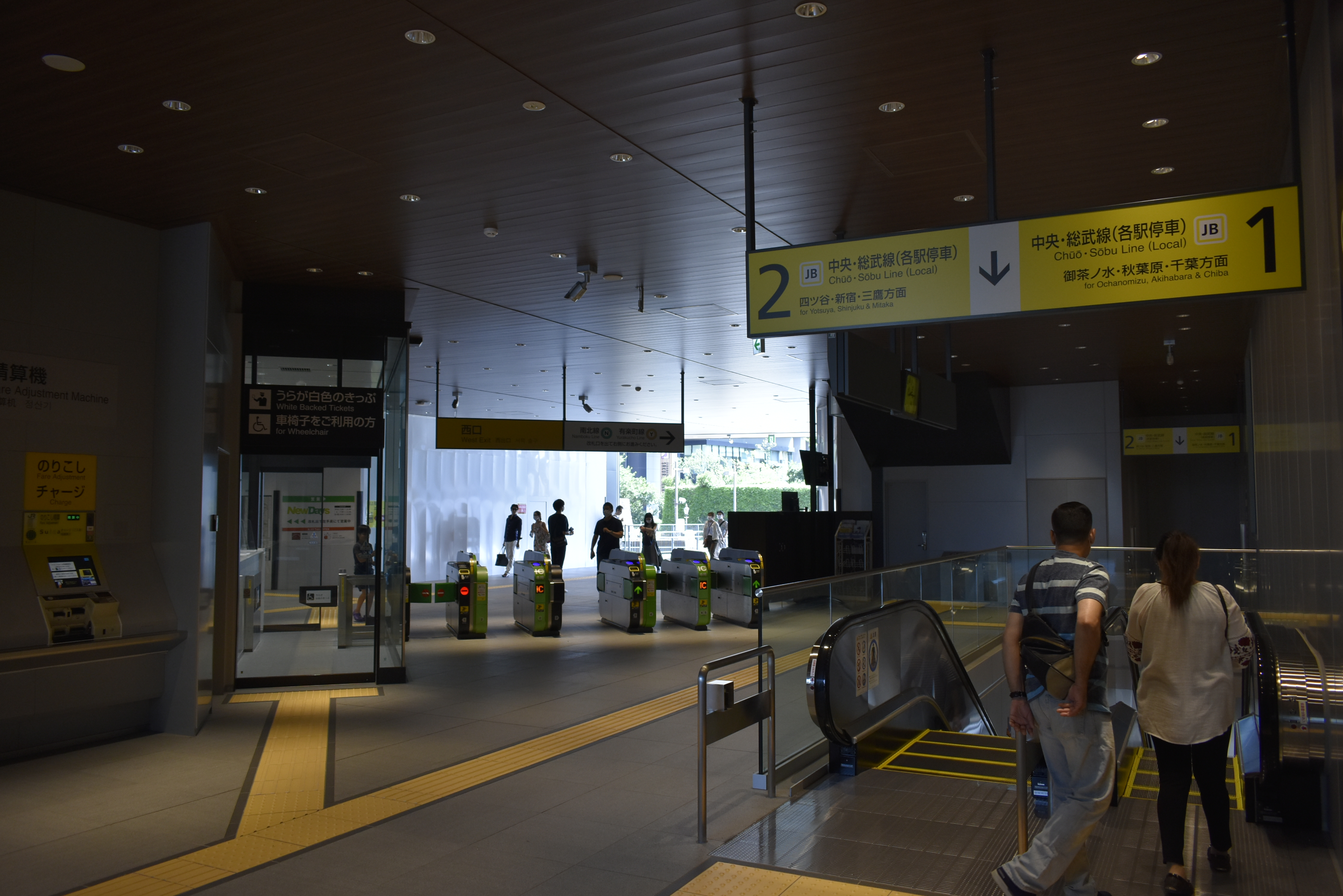
大堂
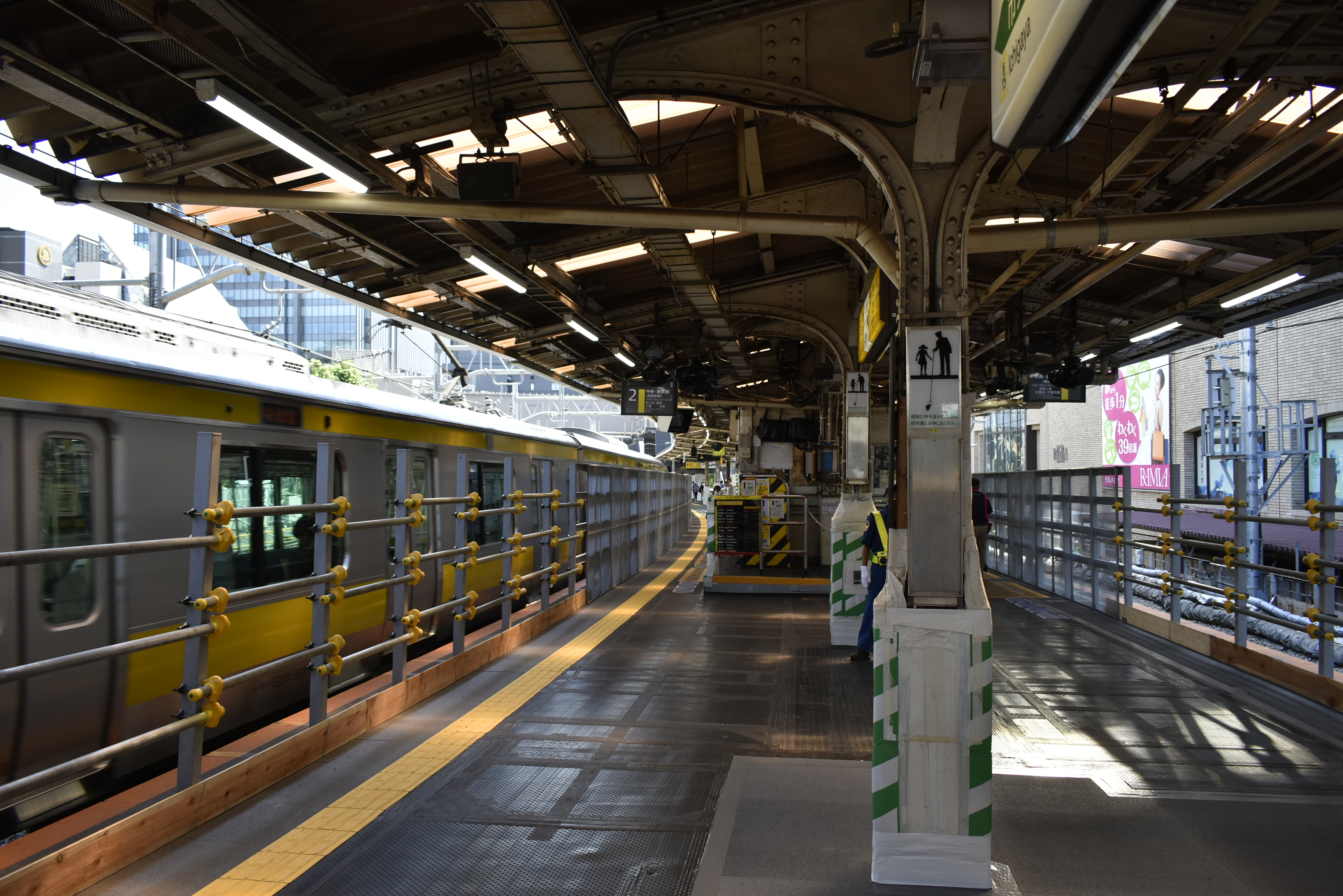
往東口的聯絡通道
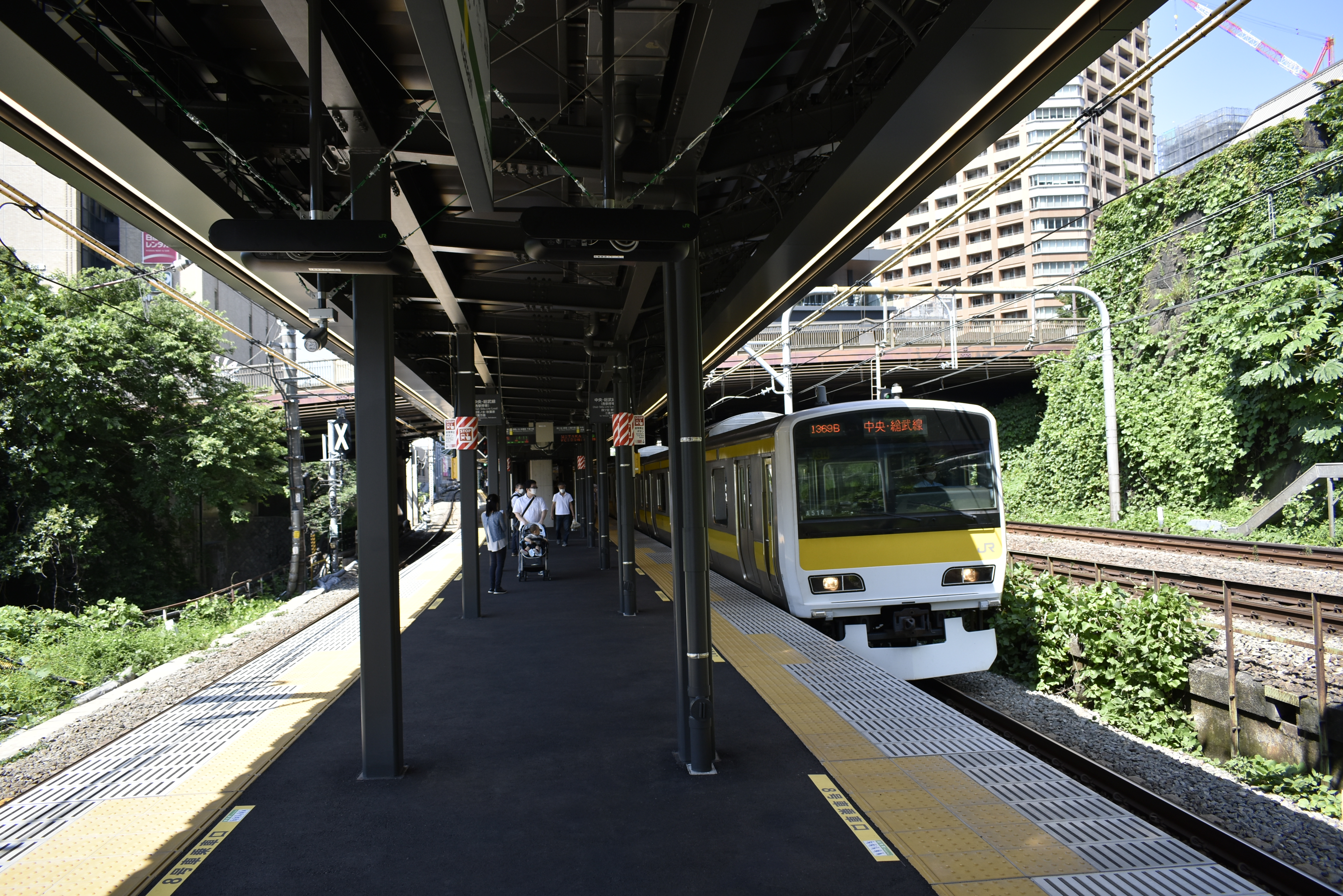
移動後月台

### 東京地下鐵
東京地下鐵站區為地下車站，東西線月台位於JR東日本站區東邊目白通下（實際位於千代田區），有樂町線與南北線站區位於JR東日本站區西邊外堀通下（實際位於新宿區），兩者步行約5分鐘左右。雖然兩個站區相連，但通道為非付費區，故換乘時須暫時出站。另外，本站是東西線和南北線唯一換乘車站。
東西線月台為相對式月台2面2線設計，兩線之間設有支柱，有樂町線與南北線月台則是島式月台1面2線。東西線站區在1991年至1997年進行車站改良工程，中野方向月台拓寬，其上方增設付費區，月台中段增設樓梯。新設的付費區通道以底片為壁畫主題。
有樂町線與JR中央線的轉乘距離在鄰站市谷站較近。南北線與JR中央總武線的轉乘距離在四谷站較近。
本站是站務管區所在站，管理飯田橋站務管區飯田橋地域、九段下地域、高田馬場地域。
2017年3月25日（有樂町線為27日）起運行的付費座席指定列車「S-TRAIN」在平日停靠本站。另外，本站無法乘車至東京地下鐵線區間。

#### 月台配置
| 月台                            | 路線     | 目的地                         |
| ------------------------------- | -------- | ------------------------------ |
| 東西線月台（地下2樓）           |          |                                |
| 1                               | 東西線   | 西船橋、津田沼、東葉勝田台方向 |
| 2                               | 東西線   | 高田馬場、中野、三鷹方向       |
| 有樂町線、南北線月台（地下3樓） |          |                                |
| 3                               | 有樂町線 | 永田町、有樂町、新木場方向     |
| 4                               | 有樂町線 | 和光市、森林公園、飯能方向     |
| 5                               | 南北線   | 王子、赤羽岩淵、浦和美園方向   |
| 6                               | 南北線   | 四谷、白金高輪、目黑、日吉方向 |

（來源：東京地下鐵:構內圖 （页面存档备份，存于））

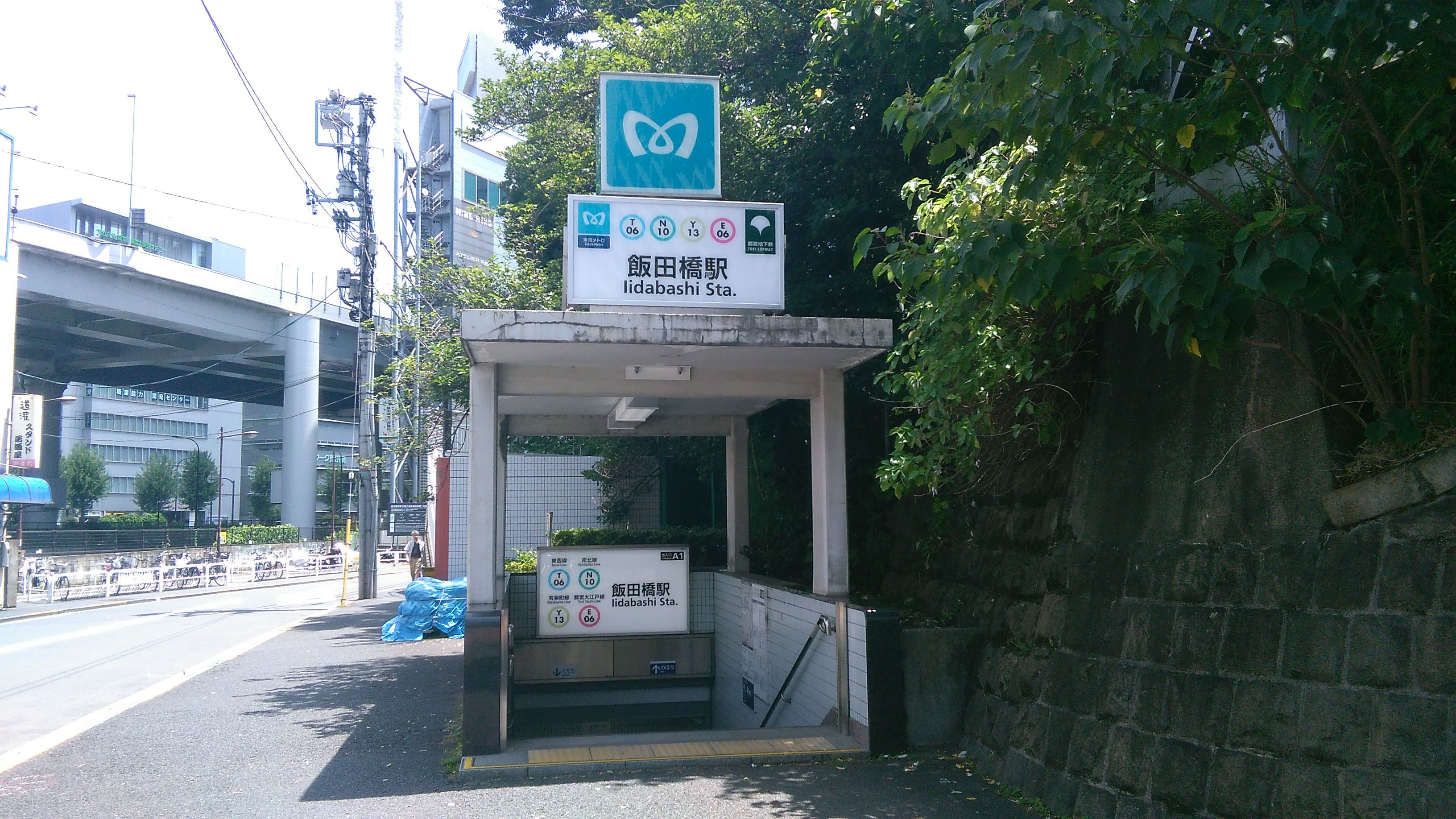
A1出口（2018年7月）
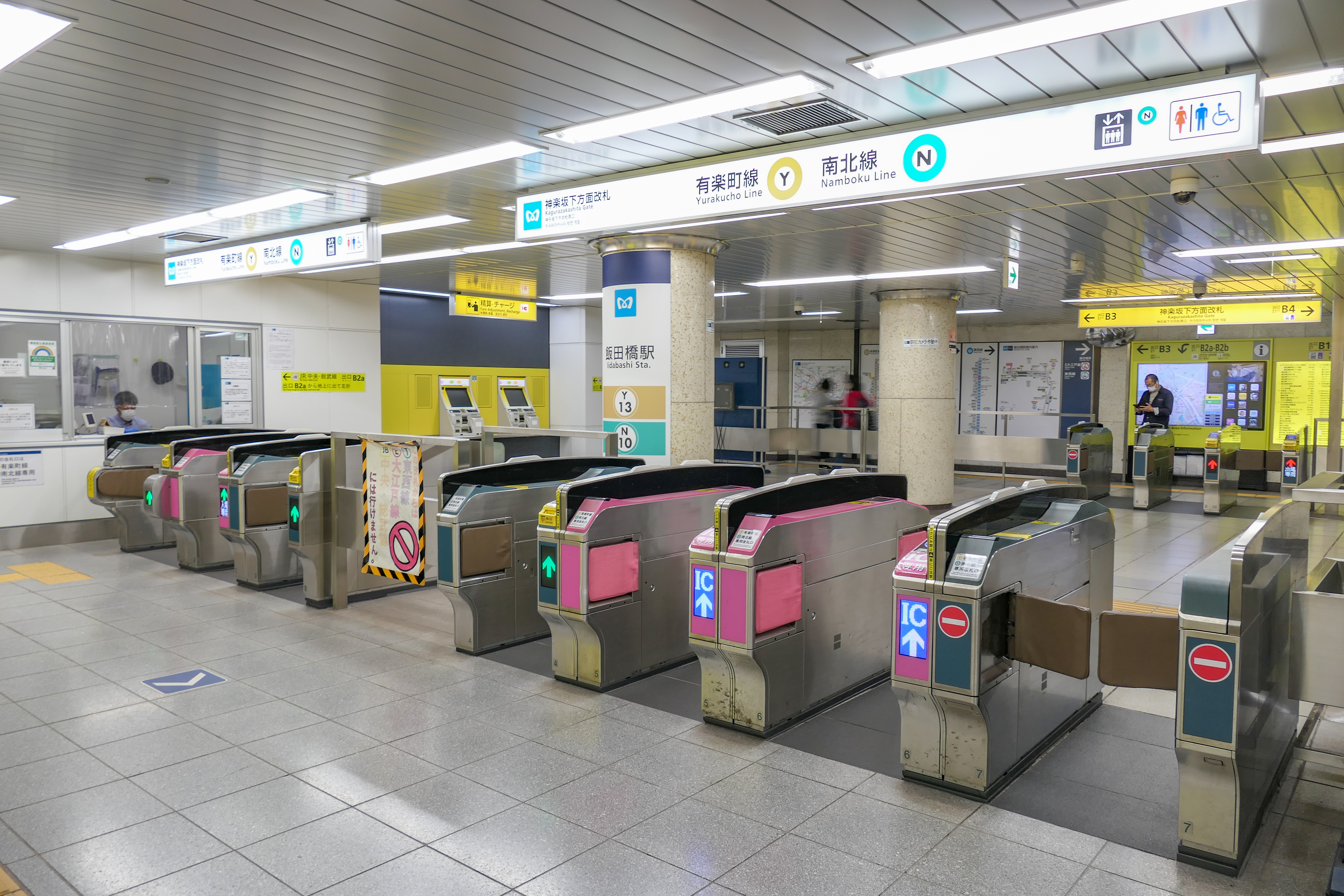
神樂阪下方面閘口（2022年10月）
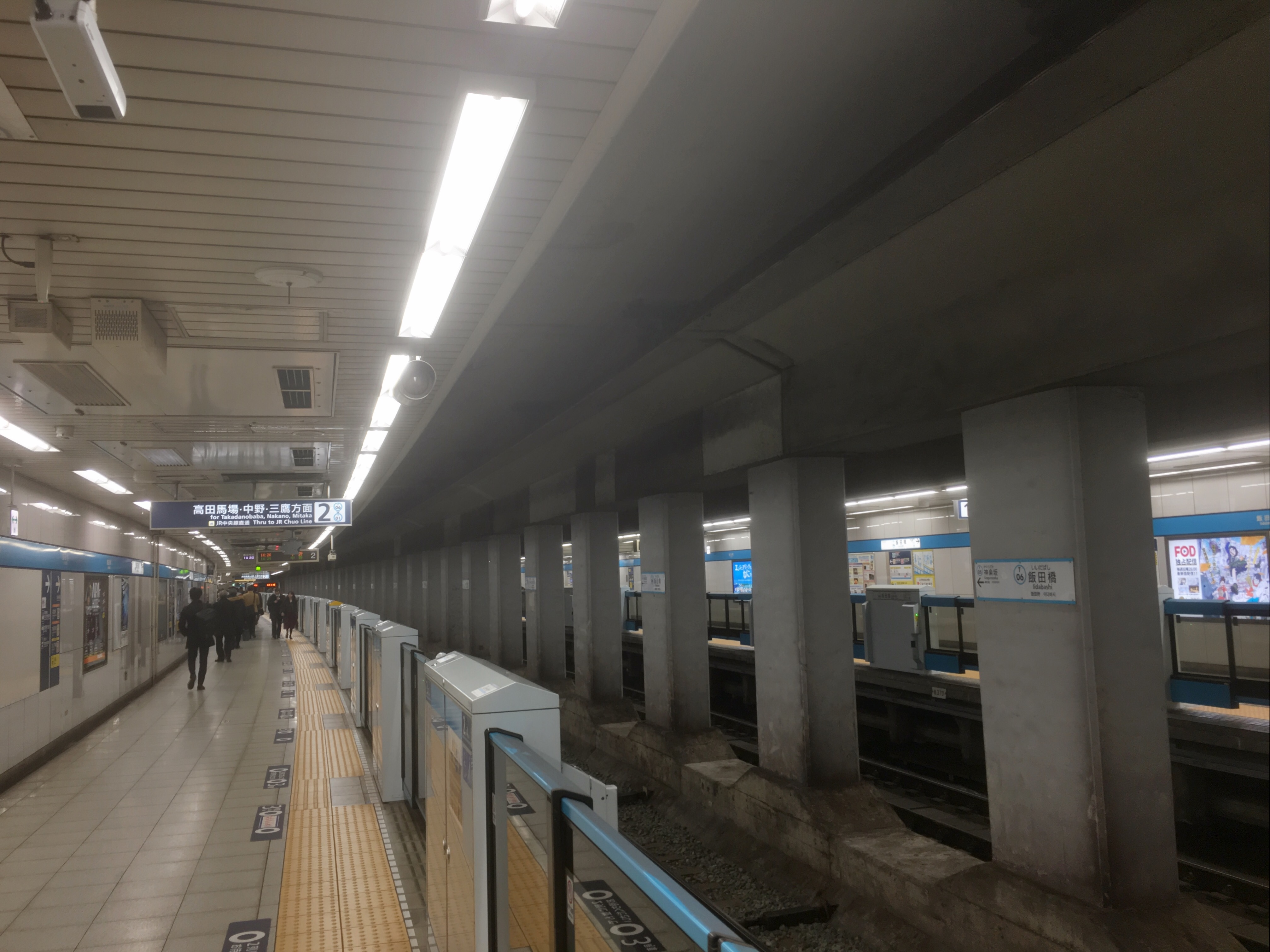
東西線月台（2020年2月）
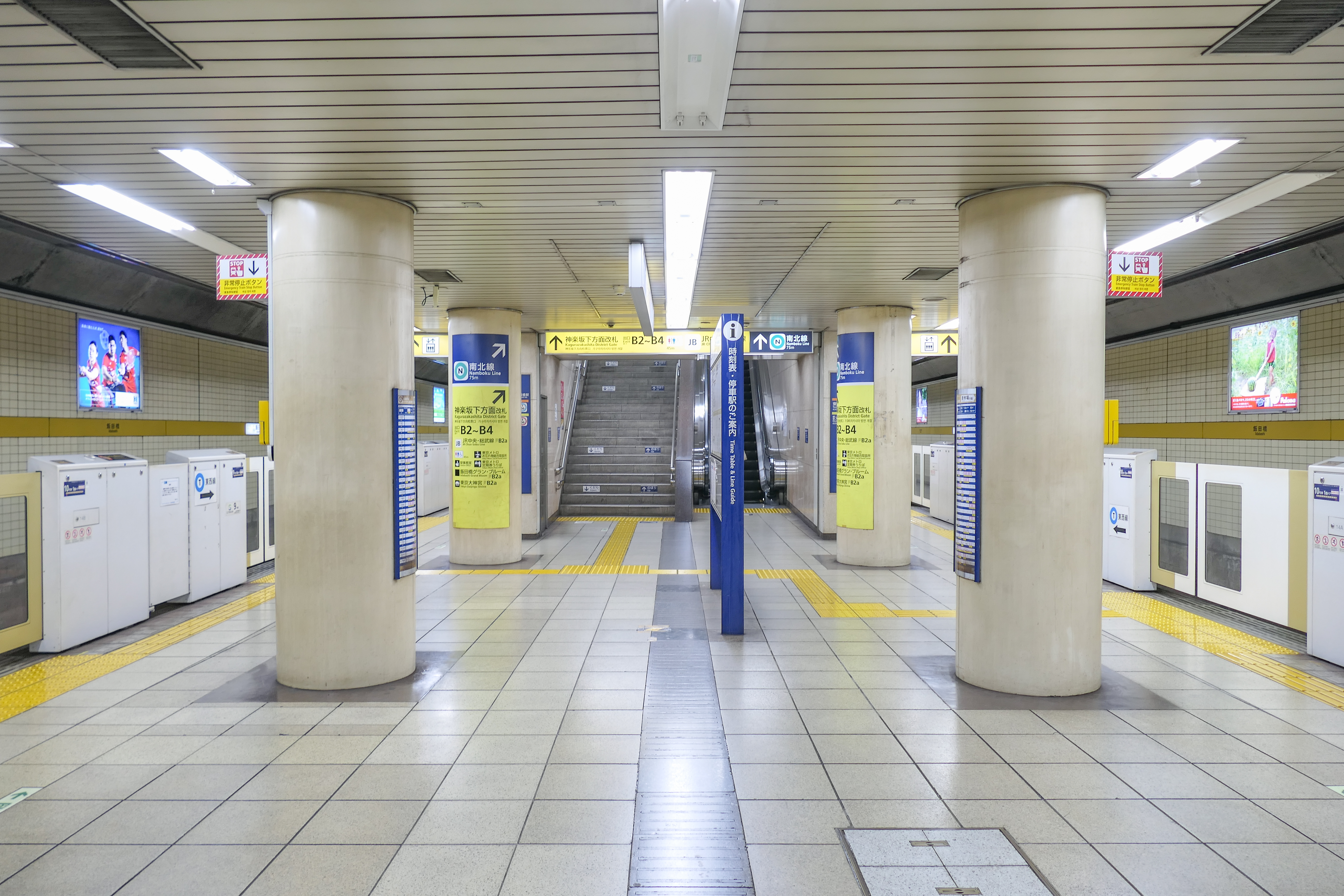
有樂町線3・4號月台（2022年10月）
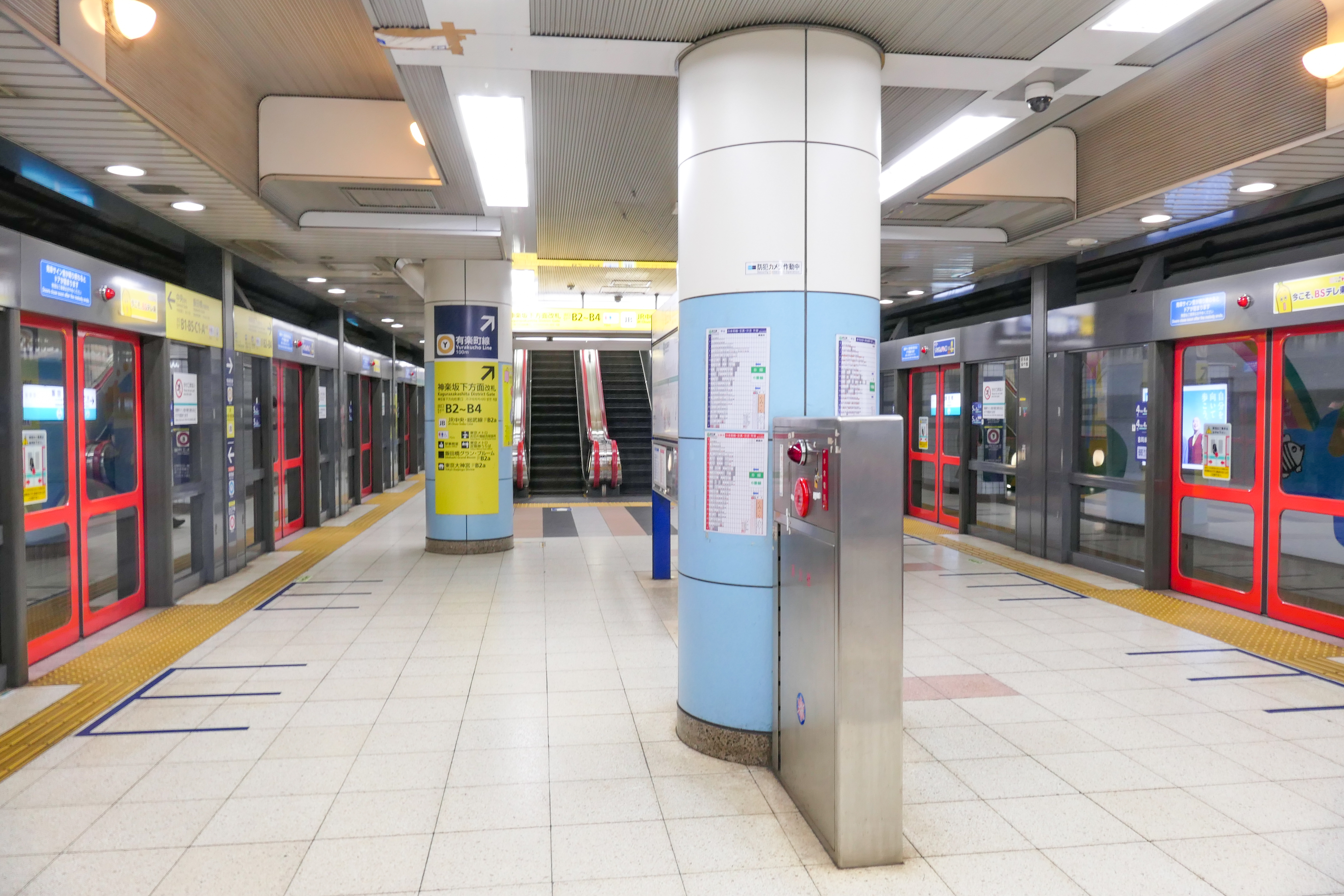
南北線5・6號月台（2022年10月）
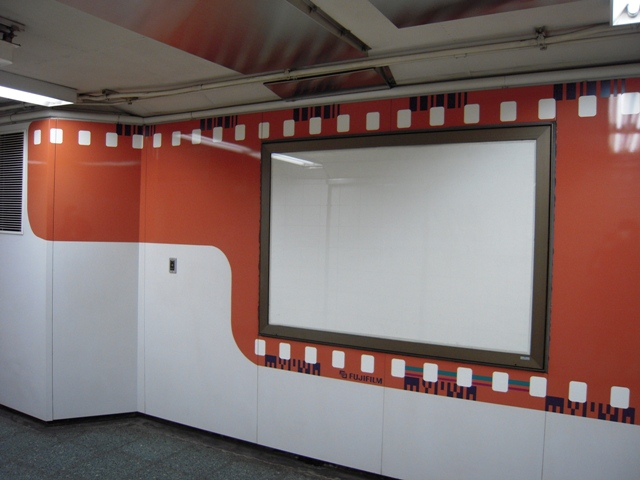
閘內通道的壁畫（2005年7月）

### 東京都交通局
本站是島式月台1面2的地下車站。由於需要避開較先建設的東京地下鐵各線月台，因此月台深達31.2公尺，是都營地下鐵全體、大江戶線內第七深的車站。也因為這個原因，從剪票口徒步到月台需要約5分鐘。
雖然都營地下鐵站區與東京地下鐵站區相連，但本站並不是建議換乘南北線的車站。因為鄰近的春日站（大江戶線）和後樂園站（南北線）間設有直接換乘的通道，令於該站換乘比本站方便。有樂町線、東西線轉乘雖在月島、門前仲町的距離較近，但這兩站都在東端，因此這站依然有轉乘優勢。
東京地下鐵、JR中央緩行線與大江戶線之間轉乘有輪椅專用電扶梯。
車站業務委託東京都營交通協力會。

#### 月台配置
| 月台 | 路線     | 目的地                                   |
| ---- | -------- | ---------------------------------------- |
| 1    | 大江戶線 | 新宿西口、都廳前、（都廳前轉乘）光丘方向 |
| 2    | 大江戶線 | 上野御徒町、兩國、大門方向               |

（來源：都營地下鐵:車站構內圖 （页面存档备份，存于））

#### 大江戶線車站設計
2000年開業的大江戶線飯田橋站由建築師渡邊誠設計，其充滿變化的設計，除為車站增添色彩外，更於獲選為2001年日本建築學會賞得獎作品。尤其樓梯、電扶梯天花板上的綠色骨架「 WEB FRAME」是半實驗性的電腦生成建築。WEB FRAME有安裝照明設備。手法與九州新幹線新水俁站前的「新水俣門」（同樣由渡邊誠設計）相同。另外，C3出入口的換氣塔以葉子為設計主題，與如同植物根的WEB FRAME組成創新的設計。

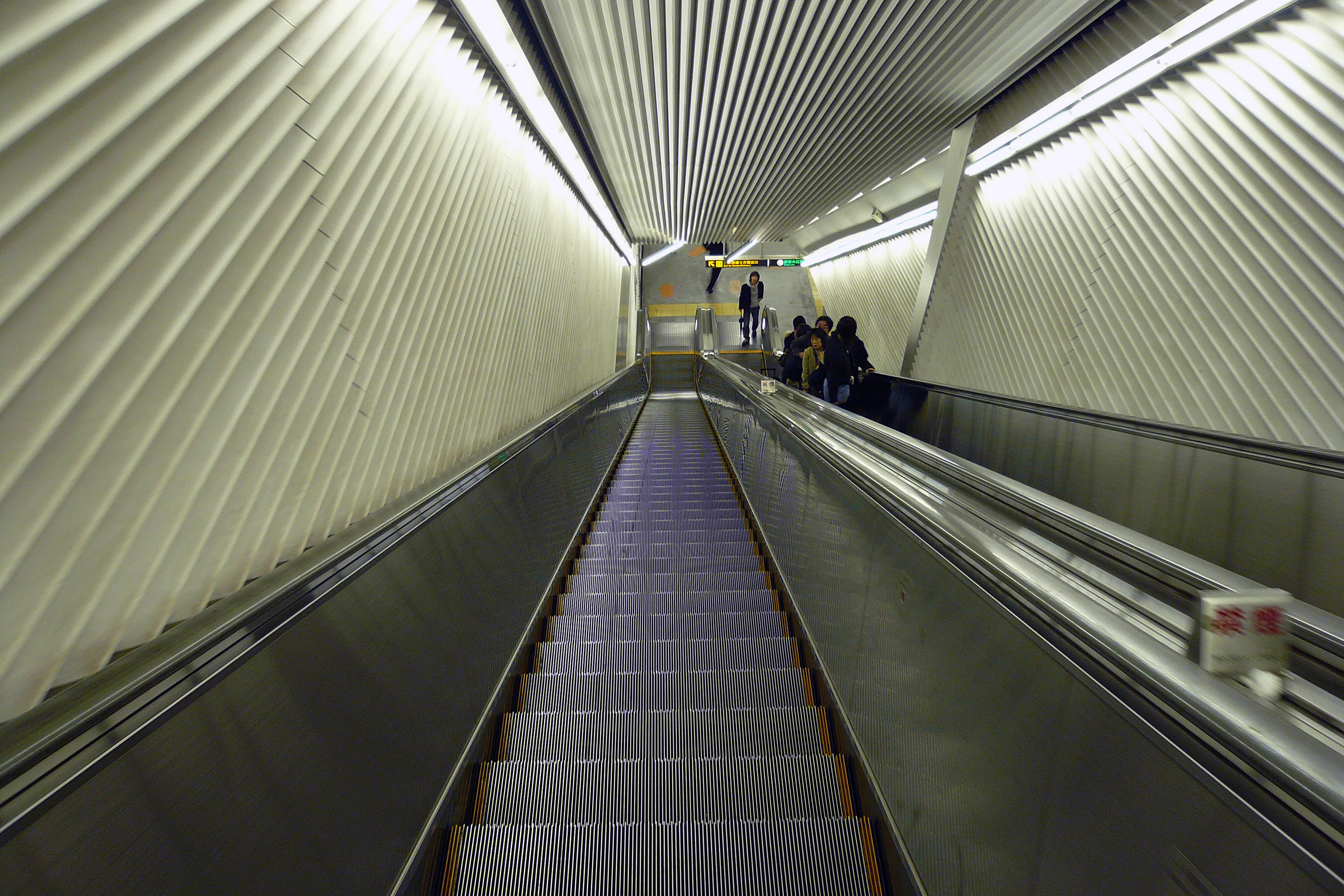
扶手電梯室（2007年3月）
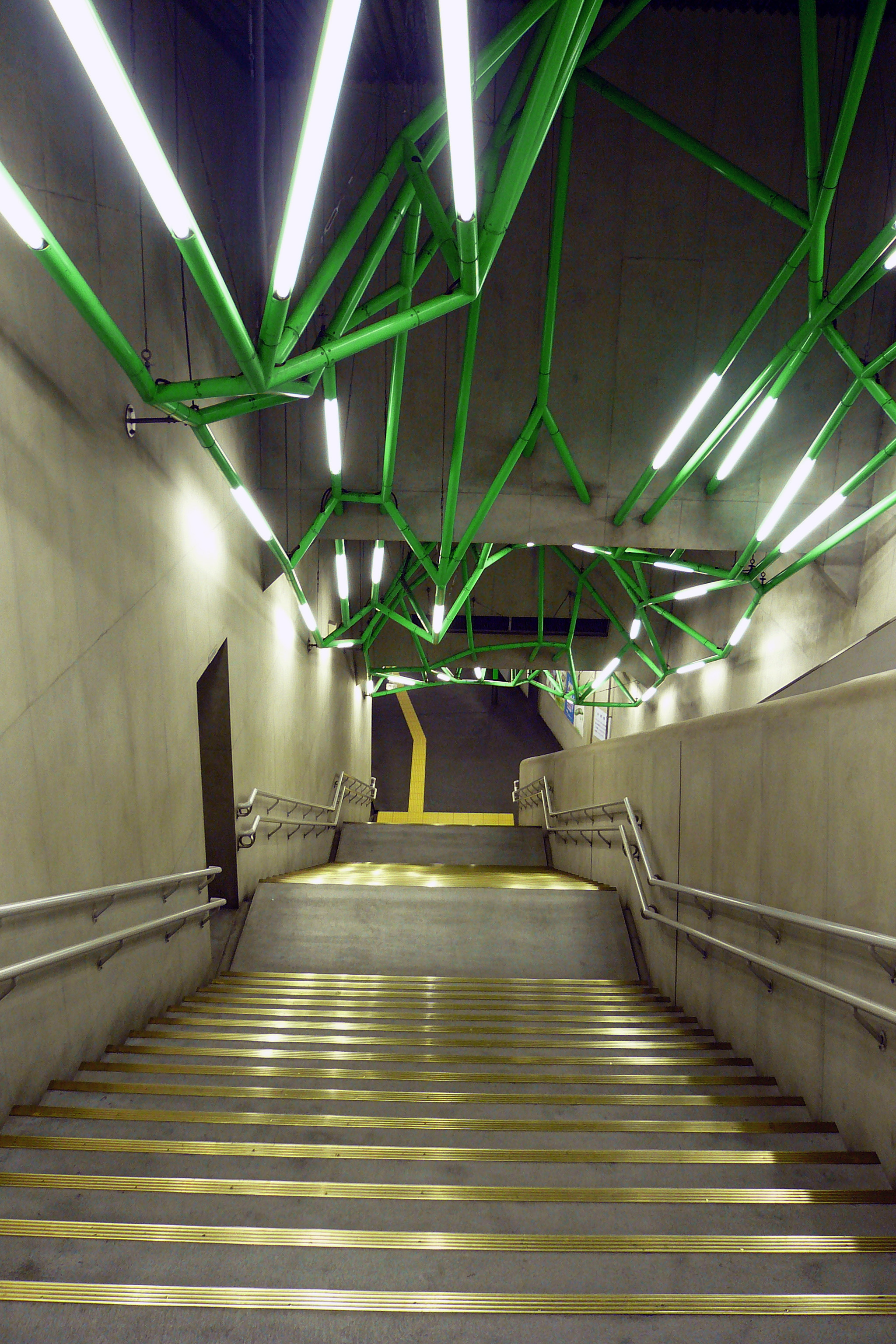
樓梯室網絡框架（2007年3月）
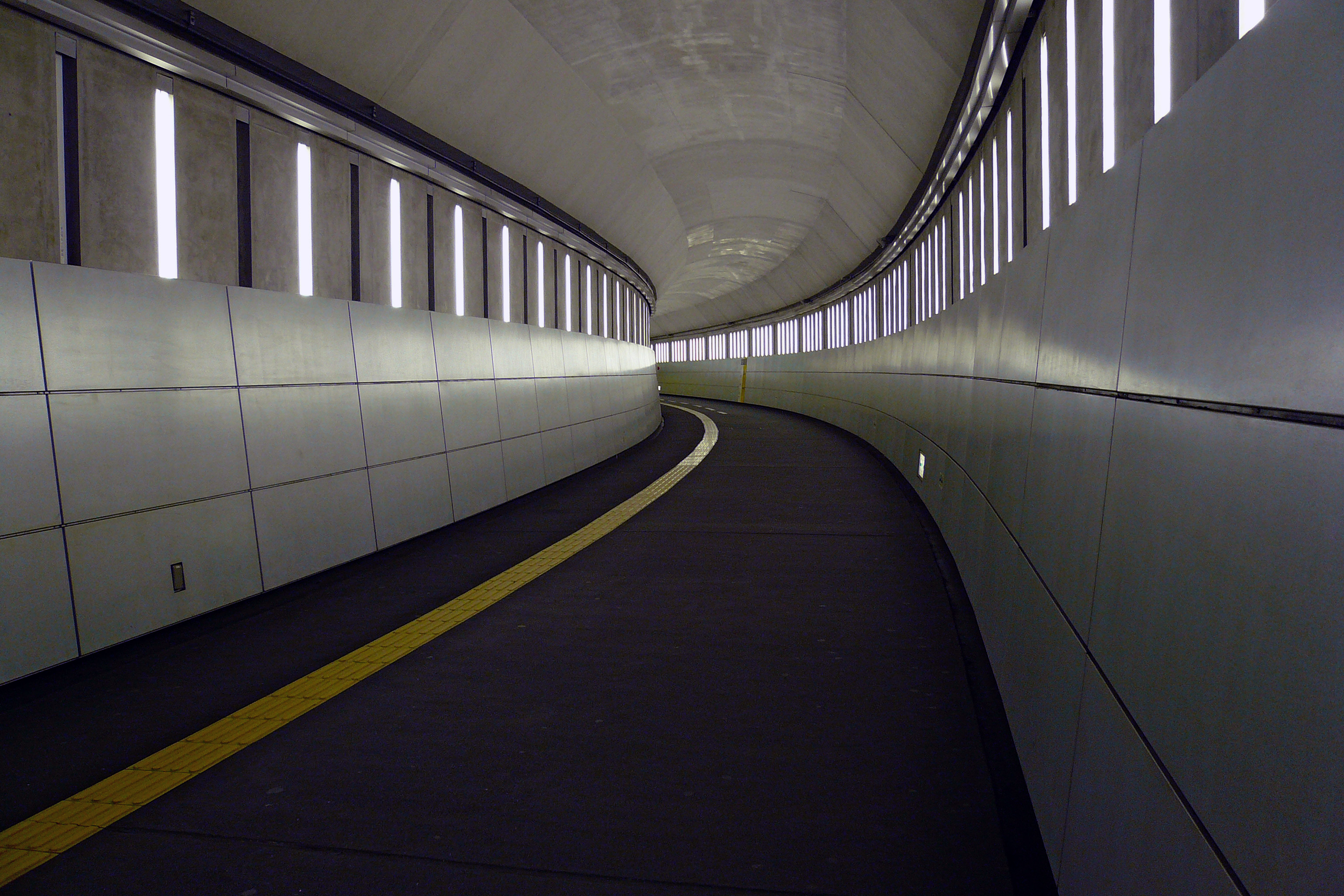
走廊（2007年3月）
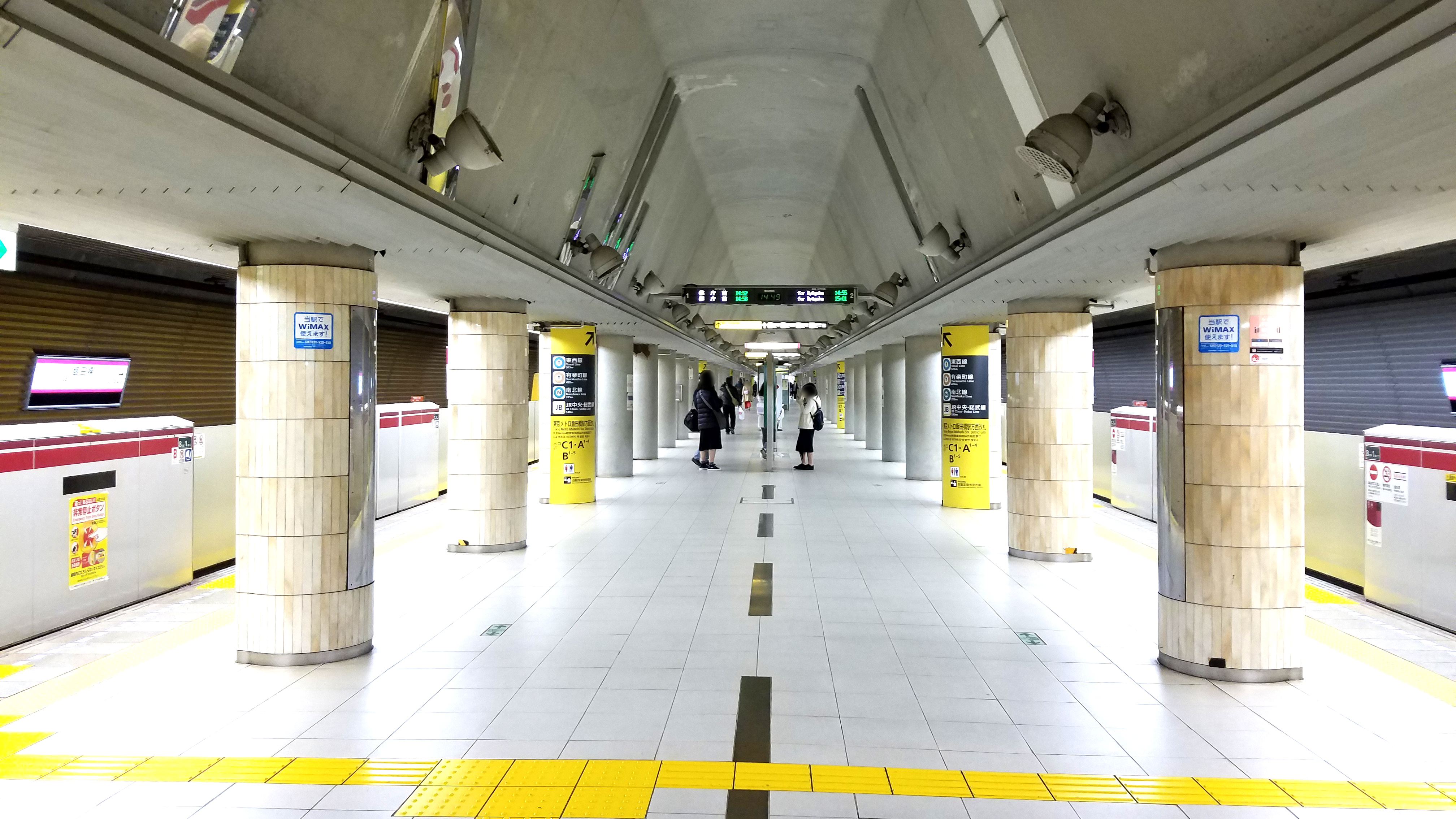
月台（2019年12月）
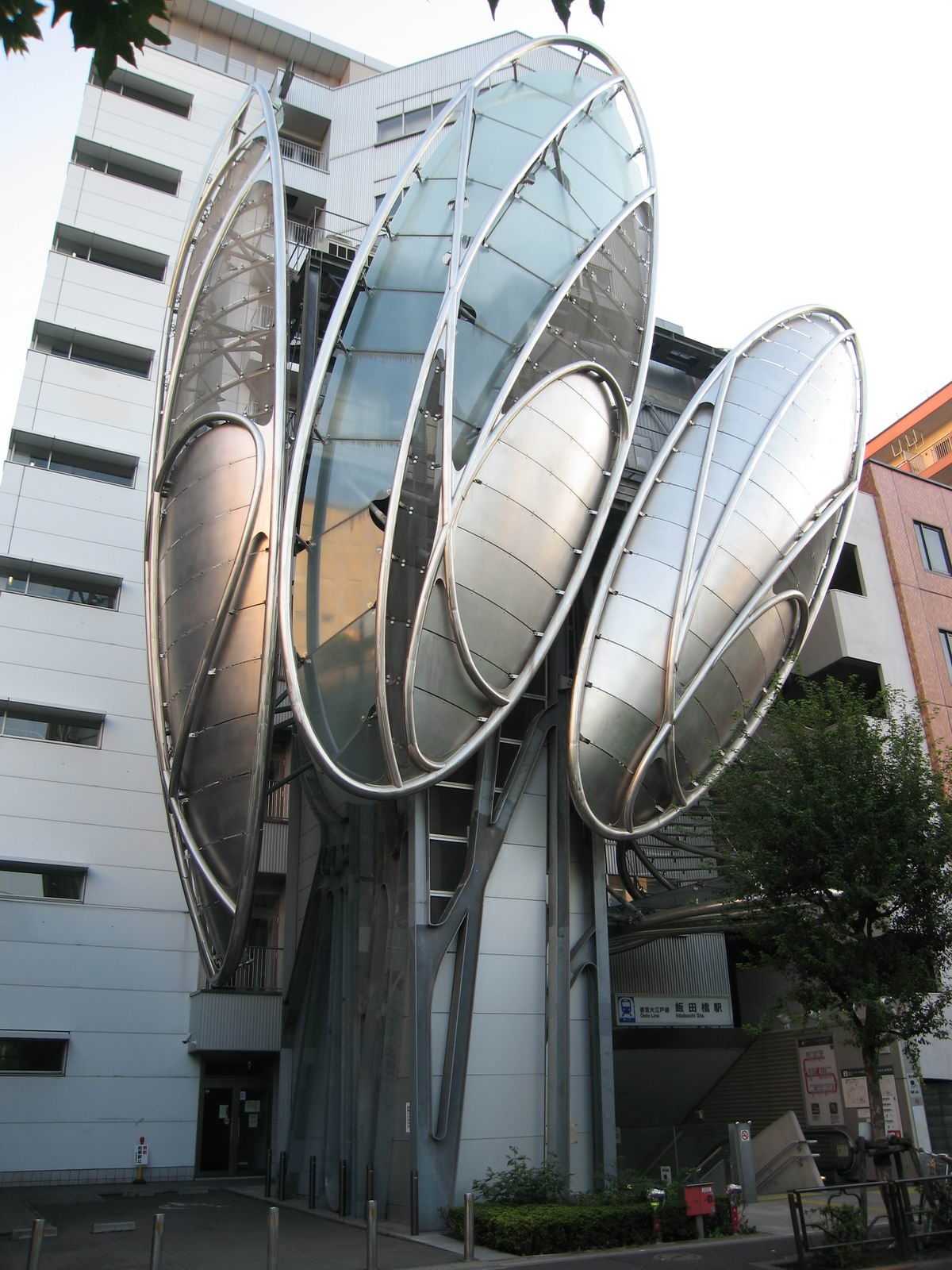
大江戶線C3出入口換氣塔（2007年10月）

## 利用狀況
- JR東日本 - 2019年度1日平均上車人次為90,304人[使用人數 1]。
該公司車站中次於赤羽站排名第47位。中央線·總武線（千葉站－高尾站間）只有各站停車停靠的車站當中次於秋葉原站、西船橋站排行第3多。中央線的複複線路段當中最多。
- 東京地下鐵 - 2017年度1日平均上下車人次為195,294人[使用人數 2]（與上一年度相比增長4.7%）。
該公司全部130個車站當中次於高田馬場站位居第12位。
  - 若包括東京地下鐵線內的轉乘人次，2017年度各路線1日平均上下車人次如下[乗降データ 1]。
    - 東西線 - 177,686人 - 同線內次於大手町站、西船橋站、日本橋站、茅場町站、高田馬場站、九段下站排行第7位。
    - 有樂町線 - 178,934人 - 同線內次於小竹向原站、有樂町站、豐洲站、池袋站、和光市站排行第6位。
    - 南北線 - 117,632人 - 同線內次於溜池山王站、目黑站排行第3位。
- 東京都交通局 - 2017年度1日平均上下車人次為33,273人（上車人次16,709人、下車人次16,564人）[使用人數 3]。
大江戶線全部38個車站當中名列第26位。

### 各年度1日平均上下車人次
各年度1日平均上下車人次如下表（JR除外）。
- 東京地下鐵數値不含東京地下鐵線內轉乘人次。

| 年度               | 營團 / 東京地下鐵  | 營團 / 東京地下鐵 | 都營地下鐵         | 都營地下鐵 |
| 年度               | 1日平均 上下車人次 | 增長率            | 1日平均 上下車人次 | 增長率     |
| ------------------ | ------------------ | ----------------- | ------------------ | ---------- |
| 1999年（平成11年） | 131,315            |                   | 未開業             | 未開業     |
| 2000年（平成12年） | 139,622            | 6.3%              | 16,296             |            |
| 2001年（平成13年） | 143,587            | 2.8%              | 19,154             | 17.5%      |
| 2002年（平成14年） | 141,411            | −1.5%             | 20,900             | 9.1%       |
| 2003年（平成15年） | 144,725            | 2.3%              | 21,904             | 4.8%       |
| 2004年（平成16年） | 150,714            | 4.1%              | 22,547             | 2.9%       |
| 2005年（平成17年） | 154,277            | 2.4%              | 24,102             | 6.9%       |
| 2006年（平成18年） | 157,443            | 2.1%              | 25,387             | 5.3%       |
| 2007年（平成19年） | 166,617            | 5.8%              | 26,713             | 5.2%       |
| 2008年（平成20年） | 168,553            | 1.2%              | 26,855             | 0.5%       |
| 2009年（平成21年） | 167,499            | −0.6%             | 26,533             | −1.2%      |
| 2010年（平成22年） | 167,960            | 0.3%              | 27,341             | 3.0%       |
| 2011年（平成23年） | 166,452            | −0.9%             | 27,249             | −0.3%      |
| 2012年（平成24年） | 169,830            | 2.0%              | 28,309             | 3.9%       |
| 2013年（平成25年） | 173,224            | 2.0%              | 29,004             | 2.5%       |
| 2014年（平成26年） | 177,964            | 2.7%              | 30,360             | 4.7%       |
| 2015年（平成27年） | 186,299            | 4.7%              | 31,779             | 4.7%       |
| 2016年（平成28年） | 190,749            | 2.4%              | 32,562             | 2.5%       |
| 2017年（平成29年） | 195,294            | 2.4%              | 33,273             | 2.2%       |
| 2018年（平成30年） | 198,296            | 1.5%              | 34,278             | 3.0%       |

### 各年度1日平均上車人次（1928年－1935年）
各年度1日平均上車人次如下表。
| 年度               | 日本鐵道 / 國鐵 | 來源             |
| ------------------ | --------------- | ---------------- |
| 1928年（昭和03年） | 6,873           | [ 東京府統計 2 ] |
| 1929年（昭和04年） | 22,075          | [ 東京府統計 3 ] |
| 1930年（昭和05年） | 21,675          | [ 東京府統計 4 ] |
| 1931年（昭和06年） | 20,070          | [ 東京府統計 5 ] |
| 1932年（昭和07年） | 20,559          | [ 東京府統計 6 ] |
| 1933年（昭和08年） | 21,220          | [ 東京府統計 7 ] |
| 1934年（昭和09年） | 21,963          | [ 東京府統計 8 ] |
| 1935年（昭和10年） | 22,120          | [ 東京府統計 9 ] |

### 各年度1日平均上車人次（1953年－2000年）
| 年度               | 國鐵 / JR東日本 | 營團   | 營團     | 營團   | 都營地下鐵 | 來源              |
| 年度               | 國鐵 / JR東日本 | 東西線 | 有樂町線 | 南北線 | 都營地下鐵 | 來源              |
| ------------------ | --------------- | ------ | -------- | ------ | ---------- | ----------------- |
| 1953年（昭和28年） | 47,531          | 未開業 | 未開業   | 未開業 | 未開業     | [ 東京都統計 1 ]  |
| 1954年（昭和29年） | 51,140          | 未開業 | 未開業   | 未開業 | 未開業     | [ 東京都統計 2 ]  |
| 1955年（昭和30年） | 56,950          | 未開業 | 未開業   | 未開業 | 未開業     | [ 東京都統計 3 ]  |
| 1956年（昭和31年） | 62,866          | 未開業 | 未開業   | 未開業 | 未開業     | [ 東京都統計 4 ]  |
| 1957年（昭和32年） | 65,824          | 未開業 | 未開業   | 未開業 | 未開業     | [ 東京都統計 5 ]  |
| 1958年（昭和33年） | 69,811          | 未開業 | 未開業   | 未開業 | 未開業     | [ 東京都統計 6 ]  |
| 1959年（昭和34年） | 73,828          | 未開業 | 未開業   | 未開業 | 未開業     | [ 東京都統計 7 ]  |
| 1960年（昭和35年） | 78,365          | 未開業 | 未開業   | 未開業 | 未開業     | [ 東京都統計 8 ]  |
| 1961年（昭和36年） | 82,061          | 未開業 | 未開業   | 未開業 | 未開業     | [ 東京都統計 9 ]  |
| 1962年（昭和37年） | 86,739          | 未開業 | 未開業   | 未開業 | 未開業     | [ 東京都統計 10 ] |
| 1963年（昭和38年） | 92,161          | 未開業 | 未開業   | 未開業 | 未開業     | [ 東京都統計 11 ] |
| 1964年（昭和39年） | 96,718          | 6,099  | 未開業   | 未開業 | 未開業     | [ 東京都統計 12 ] |
| 1965年（昭和40年） | 100,878         | 9,020  | 未開業   | 未開業 | 未開業     | [ 東京都統計 13 ] |
| 1966年（昭和41年） | 106,314         | 12,415 | 未開業   | 未開業 | 未開業     | [ 東京都統計 14 ] |
| 1967年（昭和42年） | 108,787         | 16,365 | 未開業   | 未開業 | 未開業     | [ 東京都統計 15 ] |
| 1968年（昭和43年） | 109,088         | 20,900 | 未開業   | 未開業 | 未開業     | [ 東京都統計 16 ] |
| 1969年（昭和44年） | 91,779          | 26,726 | 未開業   | 未開業 | 未開業     | [ 東京都統計 17 ] |
| 1970年（昭和45年） | 91,003          | 29,540 | 未開業   | 未開業 | 未開業     | [ 東京都統計 18 ] |
| 1971年（昭和46年） | 92,579          | 31,311 | 未開業   | 未開業 | 未開業     | [ 東京都統計 19 ] |
| 1972年（昭和47年） | 92,937          | 32,195 | 未開業   | 未開業 | 未開業     | [ 東京都統計 20 ] |
| 1973年（昭和48年） | 92,696          | 30,299 | 未開業   | 未開業 | 未開業     | [ 東京都統計 21 ] |
| 1974年（昭和49年） | 95,455          | 33,896 |          | 未開業 | 未開業     | [ 東京都統計 22 ] |
| 1975年（昭和50年） | 90,995          | 42,339 |          | 未開業 | 未開業     | [ 東京都統計 23 ] |
| 1976年（昭和51年） | 91,830          | 30,652 | 13,485   | 未開業 | 未開業     | [ 東京都統計 24 ] |
| 1977年（昭和52年） | 89,649          | 31,934 | 14,849   | 未開業 | 未開業     | [ 東京都統計 25 ] |
| 1978年（昭和53年） | 92,093          | 30,923 | 14,967   | 未開業 | 未開業     | [ 東京都統計 26 ] |
| 1979年（昭和54年） | 89,880          | 31,186 | 15,770   | 未開業 | 未開業     | [ 東京都統計 27 ] |
| 1980年（昭和55年） | 80,597          | 29,134 | 17,468   | 未開業 | 未開業     | [ 東京都統計 28 ] |
| 1981年（昭和56年） | 80,110          | 29,326 | 18,375   | 未開業 | 未開業     | [ 東京都統計 29 ] |
| 1982年（昭和57年） | 77,510          | 29,063 | 18,455   | 未開業 | 未開業     | [ 東京都統計 30 ] |
| 1983年（昭和58年） | 77,806          | 29,609 | 20,134   | 未開業 | 未開業     | [ 東京都統計 31 ] |
| 1984年（昭和59年） | 80,666          | 30,526 | 22,926   | 未開業 | 未開業     | [ 東京都統計 32 ] |
| 1985年（昭和60年） | 82,896          | 31,570 | 24,882   | 未開業 | 未開業     | [ 東京都統計 33 ] |
| 1986年（昭和61年） | 85,370          | 32,775 | 26,718   | 未開業 | 未開業     | [ 東京都統計 34 ] |
| 1987年（昭和62年） | 87,571          | 33,809 | 28,120   | 未開業 | 未開業     | [ 東京都統計 35 ] |
| 1988年（昭和63年） | 93,296          | 34,773 | 30,712   | 未開業 | 未開業     | [ 東京都統計 36 ] |
| 1989年（平成元年） | 92,247          | 34,221 | 30,671   | 未開業 | 未開業     | [ 東京都統計 37 ] |
| 1990年（平成02年） | 94,211          | 34,334 | 31,274   | 未開業 | 未開業     | [ 東京都統計 38 ] |
| 1991年（平成03年） | 96,093          | 34,014 | 31,478   | 未開業 | 未開業     | [ 東京都統計 39 ] |
| 1992年（平成04年） | 96,110          | 33,819 | 31,605   | 未開業 | 未開業     | [ 東京都統計 40 ] |
| 1993年（平成05年） | 95,734          | 33,441 | 31,430   | 未開業 | 未開業     | [ 東京都統計 41 ] |
| 1994年（平成06年） | 93,625          | 32,753 | 30,482   | 未開業 | 未開業     | [ 東京都統計 42 ] |
| 1995年（平成07年） | 92,814          | 31,811 | 30,077   | 4,167  | 未開業     | [ 東京都統計 43 ] |
| 1996年（平成08年） | 91,036          | 31,816 | 29,329   | 4,227  | 未開業     | [ 東京都統計 44 ] |
| 1997年（平成09年） | 88,746          | 30,151 | 29,611   | 5,666  | 未開業     | [ 東京都統計 45 ] |
| 1998年（平成10年） | 89,016          | 29,847 | 29,778   | 6,685  | 未開業     | [ 東京都統計 46 ] |
| 1999年（平成11年） | 89,641          | 29,478 | 29,265   | 7,183  | 未開業     | [ 東京都統計 47 ] |
| 2000年（平成12年） | 91,145          | 30,074 | 30,101   | 9,003  | 8,275      | [ 東京都統計 48 ] |

### 各年度1日平均上車人次（2001年以後）
| 年度               | JR東日本 | 營團 / 東京地下鐵 | 營團 / 東京地下鐵 | 營團 / 東京地下鐵 | 都營地下鐵 | 來源              |
| 年度               | JR東日本 | 東西線            | 有樂町線          | 南北線            | 都營地下鐵 | 來源              |
| ------------------ | -------- | ----------------- | ----------------- | ----------------- | ---------- | ----------------- |
| 2001年（平成13年） | 88,967   | 29,841            | 31,033            | 11,603            | 9,748      | [ 東京都統計 49 ] |
| 2002年（平成14年） | 88,522   | 29,192            | 30,929            | 12,047            | 10,593     | [ 東京都統計 50 ] |
| 2003年（平成15年） | 88,453   | 29,459            | 31,445            | 12,768            | 11,044     | [ 東京都統計 51 ] |
| 2004年（平成16年） | 88,001   | 29,699            | 32,123            | 13,200            | 11,408     | [ 東京都統計 52 ] |
| 2005年（平成17年） | 88,647   | 30,386            | 32,803            | 13,816            | 12,175     | [ 東京都統計 53 ] |
| 2006年（平成18年） | 88,891   | 30,784            | 33,373            | 14,271            | 12,732     | [ 東京都統計 54 ] |
| 2007年（平成19年） | 90,572   | 32,566            | 35,448            | 15,481            | 13,361     | [ 東京都統計 55 ] |
| 2008年（平成20年） | 90,405   | 33,184            | 35,397            | 16,216            | 13,439     | [ 東京都統計 56 ] |
| 2009年（平成21年） | 90,153   | 34,797            | 35,033            | 16,378            | 13,322     | [ 東京都統計 57 ] |
| 2010年（平成22年） | 90,363   | 33,022            | 34,959            | 16,647            | 13,709     | [ 東京都統計 58 ] |
| 2011年（平成23年） | 90,763   | 32,445            | 34,549            | 16,842            | 13,664     | [ 東京都統計 59 ] |
| 2012年（平成24年） | 91,359   | 32,967            | 35,241            | 17,353            | 14,204     | [ 東京都統計 60 ] |
| 2013年（平成25年） | 91,196   | 33,233            | 36,337            | 17,699            | 14,577     | [ 東京都統計 61 ] |
| 2014年（平成26年） | 91,325   | 34,012            | 37,137            | 18,232            | 15,262     | [ 東京都統計 62 ] |
| 2015年（平成27年） | 94,034   | 35,356            | 38,928            | 19,624            | 15,973     | [ 東京都統計 63 ] |
| 2016年（平成28年） | 93,962   | 36,282            | 39,682            | 20,164            | 16,357     | [ 東京都統計 64 ] |
| 2017年（平成29年） | 93,871   | 37,282            | 40,452            | 20,866            | 16,709     | [ 東京都統計 65 ] |
| 2018年（平成30年） | 92,988   | 37,858            | 40,899            | 21,449            | 17,197     | [ 東京都統計 66 ] |
| 2019年（令和元年） | 90,304   |                   |                   |                   |            |                   |

備註
1. ↑  1928年11月15日開業。
2. ↑  1964年12月23日開業。開業日至1965年3月31日為止共計99日間的統計資料。
3. ↑  1996年3月26日開業。開業日至同年3月31日共計6日間的統計資料。
4. ↑  2000年12月12日開業。

## 車站周邊
- 皇居外濠（日语：外濠）
  - 飯田橋（站名由來的橋樑）
- 神田川
- 飯田橋中央廣場 （RAMLA）－位於JR站區西北側，東口和西口之間的車站大樓。低層部分為商鋪，上方為公寓大樓（千代田區側）及辦公大樓（新宿區側）。辦公大樓是東京都飯田橋政府辦公室，不少東京都政府的關聯團體也使用此辦公大樓。
  - 東京都民生兒童委員聯合會
  - 東京都母子寡婦福祉協議會
  - 東京都殘疾人士團體聯合會
  - 東京都社會福祉協議會
  - 東京志願服務者、市民活動中心
  - 東京都高齢者研究、福祉振興財團
  - 東京都消費生活總合中心
  - 東京國際青年酒店
  - CCB（個人信用情報機關）
  - 東京理科大學專門職大學院（日语：専門職大学院）創新研究科智慧財產戰略專攻
- i-Garden Air（日语：アイガーデンエア）－日本貨物鐵道（JR貨物）將原飯田町貨物站拆卸重建的再開發地區，設有飯店、辦公大樓、商業設施及公寓大樓。
  - Garden Air Tower（辦公大樓）－KDDI總部
  - i-Garden Terrace（商業設施）
  - 大都會東京城飯店（日语：ホテルメトロポリタン エドモント）本館、東翼
  - Tokyo Residence（公寓大樓）
- 飯田橋PLANO（日语：飯田橋プラーノ） - 富士見二丁目北部地區再開發事業的複合設施。由PROUD TOWER 千代田富士見（プラウドタワー千代田富士見，38層公寓大樓）與STAGE BUILDING（ステージビルディング，18層辦公大樓）、PLANO MALL（プラーノモール，商業設施）組成。
- 飯田橋GRAND BLOOM - 飯田橋站西口南側站前街區（富士見二丁目、富士見町教会與舊東京警察醫院（日语：東京警察病院）等）再開發事業的複合設施。由住宅大樓「Park Court 千代田富士見The Tower」（パークコート千代田富士見ザ タワー）與辦公商業大樓「飯田橋GRAND BLOOM」（飯田橋グラン・ブルーム）及富士見町教會組成，飯田橋GRAND BLOOM低樓層為商業區「飯田橋Sakura Terrace」（飯田橋サクラテラス）[10][11][12]。
  - 日本基督教團富士見町教會（日语：富士見町教会）
  - 飯田橋郵便局
- 首都高速道路5號池袋線
- 新宿區立津久戶小學校（日语：新宿区立津久戸小学校）
- 目白通（東京都道8號千代田練馬田無線）
- 大久保通（東京都道25號飯田橋石神井新座線）
- 早稻田通（日语：早稲田通り）（神樂坂通）
  - 神樂坂
- 外堀通（東京都道405號外濠環狀線）
- 千代田區役所富士見出張所、富士見區民館
- 東京區政會館
- 麴町飯田橋通郵便局
- 新宿神樂坂郵便局
- 飯田橋站東口郵便局
- 日本齒科大學（日语：日本歯科大学）
  - 日本齒科大學生命齒學部附屬醫院
  - 日本齒科大學東京短期大學
- 東京理科大學神樂坂校舍
- 法政大學市谷校區
- 東京觀光專門學校（日语：東京観光専門学校）
- Institut français東京（アンスティチュ・フランセ東京）
- 地域醫療機能推進機構東京新宿醫學中心（日语：地域医療機能推進機構東京新宿メディカルセンター）
- 東京遞信醫院（日语：東京逓信病院）
- 在日本朝鮮人總聯合會中央本部
- 格蘭皇宮飯店（日语：ホテルグランドパレス）
- 飯田橋公共職業安定所（日语：公共職業安定所）（HelloWork飯田橋）
  - 雖位在文京區，但也管轄日本主要企業聚集的千代田區與中央區，是日本最大規模的HelloWork。
- 東京工作中心（日语：東京しごとセンター）
- 小石川後樂園
- 築土神社（日语：築土神社）
- 東京大神宮
- 靖國神社
  - 實際上較靠近市谷站、九段下站。
- 家之光協會（日语：家の光協会）
- 東京農業大學開校紀念碑
- KADOKAWA
- Production baobab
- 帝拳拳擊館（日语：帝拳プロモーション）
- 秋田書店
- 竹書房
- 熊谷組本社

## 巴士路線
最近的巴士站是「飯田橋站前」巴士站，另也可利用「飯田橋」、「都營飯田橋站前」巴士站、文京區社區巴士「B-guru」「小石川後樂園入口」與「後樂一丁目」巴士站。還可搭乘千代田區地域福祉交通「風車」。
飯田橋站前
- 飯64： 九段下循環往小瀧橋車庫
- 飯64：往 江戶川橋、早稻田（日语：都営バス早稲田営業所）、高田馬場、小瀧橋車庫
- 千代田區地域福祉交通「風車（日语：風ぐるま (千代田区)）」：富士見·神保町路線 經障害者福祉中心往千代田區役所

飯田橋
- 飯62： 往都營飯田橋站（班次少）
- 飯62：經國立國際醫療中心（日语：国立国際医療研究センター）、新大久保站往小瀧橋車庫（班次少）
- 飯64：往飯田橋站九段下
- 飯64：經江戶川橋、早稻田、高田馬場往小瀧橋車庫

都營飯田橋站前
- 飯62：往小瀧橋車庫

地下鐵飯田橋站東口
- 千代田區地域福祉交通「風車」：麴町線 往千代田區役所

小石川後樂園入口
- 文京區社區巴士「B-guru（日语：Bーぐる）」：春日站方向

後樂一丁目
- 文京區社區巴士「B-guru」：春日站方向

## 相鄰車站
東日本旅客鐵道
 中央·總武線（各站停車）
水道橋（JB 17）－飯田橋（JB 16）－市谷（JB 15）
 東京地下鐵
 東西線（東陽町以西所有列車各站停車）
神樂坂（T 05）－飯田橋（T 06）－九段下（T 07）
 有樂町線
江戶川橋（Y 12）－飯田橋（Y 13）－市谷（Y 14）
 南北線
市谷（N 09）－飯田橋（N 10） - 後樂園（N 11）
 都營地下鐵
 大江戶線
牛込神樂坂（E 05）－飯田橋（E 06）－春日（E 07）

### 報道發表資料
1. 1 2   (PDF) (新闻稿). 東日本旅客鉄道東京支社. 2020-06-16  [2020-06-16]. （原始内容 (PDF)存档于2020-06-16） （日语）.
2. ↑   (PDF) (新闻稿). JR東日本リテールネット: 4. 2020-07-09  [2020-07-09]. （原始内容 (PDF)存档于2020-07-09） （日语）.
3. ↑   (PDF) (新闻稿). 東日本旅客鉄道／JR東日本リテールネット. 2020-02-28  [2020-02-28]. （原始内容 (PDF)存档于2020-02-28）.

### 新聞記事
1. 1 2

### 來源
JR、地下鐵1日平均使用人數
1. ↑  各駅の乗車人員 的存檔，存档日期2001-05-06. - JR東日本
2. ↑  各駅の乗降人員ランキング （页面存档备份，存于） - 東京メトロ
3. ↑  各駅乗降人員一覧 （页面存档备份，存于） - 東京都交通局

JR東日本1999年度以後的上車人次
1. ↑  各駅の乗車人員（1999年度） （页面存档备份，存于） - JR東日本
2. ↑  各駅の乗車人員（2000年度） 的存檔，存档日期2014-10-09. - JR東日本
3. ↑  各駅の乗車人員（2001年度） （页面存档备份，存于） - JR東日本
4. ↑  各駅の乗車人員（2002年度） （页面存档备份，存于） - JR東日本
5. ↑  各駅の乗車人員（2003年度） （页面存档备份，存于） - JR東日本
6. ↑  各駅の乗車人員（2004年度） （页面存档备份，存于） - JR東日本
7. ↑  各駅の乗車人員（2005年度） 的存檔，存档日期2014-10-09. - JR東日本
8. ↑  各駅の乗車人員（2006年度） （页面存档备份，存于） - JR東日本
9. ↑  各駅の乗車人員（2007年度） （页面存档备份，存于） - JR東日本
10. ↑  各駅の乗車人員（2008年度） （页面存档备份，存于） - JR東日本
11. ↑  各駅の乗車人員（2009年度） （页面存档备份，存于） - JR東日本
12. ↑  各駅の乗車人員（2010年度） 的存檔，存档日期2014-10-06. - JR東日本
13. ↑  各駅の乗車人員（2011年度） 的存檔，存档日期2014-10-08. - JR東日本
14. ↑  各駅の乗車人員（2012年度） 的存檔，存档日期2014-10-07. - JR東日本
15. ↑  各駅の乗車人員（2013年度） （页面存档备份，存于） - JR東日本
16. ↑  各駅の乗車人員（2014年度） （页面存档备份，存于） - JR東日本
17. ↑  各駅の乗車人員（2015年度） （页面存档备份，存于） - JR東日本
18. ↑  各駅の乗車人員（2016年度） （页面存档备份，存于） - JR東日本
19. ↑  各駅の乗車人員（2017年度） （页面存档备份，存于） - JR東日本
20. ↑  各駅の乗車人員（2018年度） （页面存档备份，存于） - JR東日本
21. ↑  各駅の乗車人員（2019年度） （页面存档备份，存于） - JR東日本

JR、地下鐵統計資料
1. 1 2  レポート （页面存档备份，存于） - 関東交通広告協議会
2. 1 2  新宿区の概況 （页面存档备份，存于） - 新宿区
3. 1 2  文京の統計 （页面存档备份，存于） - 文京区
4. ↑  千代田区ホームページ （页面存档备份，存于） - 行政基礎資料集

東京府統計書
1. ↑  東京府統計書 - 国立国会図書館（近代デジタル化資料）
2. ↑  .   [2019-01-07]. （原始内容存档于2019-02-20）. （页面存档备份，存于）
3. ↑  .   [2019-01-07]. （原始内容存档于2019-02-20）. （页面存档备份，存于）
4. ↑  .   [2019-01-07]. （原始内容存档于2019-02-20）. （页面存档备份，存于）
5. ↑  .   [2019-01-07]. （原始内容存档于2019-02-20）. （页面存档备份，存于）
6. ↑  .   [2019-01-07]. （原始内容存档于2019-02-20）. （页面存档备份，存于）
7. ↑  .   [2019-01-07]. （原始内容存档于2019-02-19）. （页面存档备份，存于）
8. ↑  .   [2019-01-07]. （原始内容存档于2019-02-19）. （页面存档备份，存于）
9. ↑  .   [2019-01-07]. （原始内容存档于2019-02-19）. （页面存档备份，存于）

東京都統計年鑑
1. ↑  昭和28年PDF - 11ページ
2. ↑  昭和29年PDF - 9ページ
3. ↑  昭和30年PDF - 9ページ
4. ↑  昭和31年PDF - 9ページ
5. ↑  昭和32年PDF - 9ページ
6. ↑  昭和33年PDF - 9ページ
7. ↑  .   [2017-03-26]. （原始内容存档于2016-03-05）. （页面存档备份，存于）
8. ↑  .   [2017-03-26]. （原始内容存档于2016-03-05）. （页面存档备份，存于）
9. ↑  .   [2017-03-26]. （原始内容存档于2015-06-29）. （页面存档备份，存于）
10. ↑  .   [2017-03-26]. （原始内容存档于2015-06-29）. （页面存档备份，存于）
11. ↑  .   [2017-03-26]. （原始内容存档于2015-06-29）. （页面存档备份，存于）
12. ↑  .   [2017-03-26]. （原始内容存档于2015-06-29）. （页面存档备份，存于）
13. ↑  .   [2017-03-26]. （原始内容存档于2016-03-05）. （页面存档备份，存于）
14. ↑  .   [2017-03-26]. （原始内容存档于2016-03-05）. （页面存档备份，存于）
15. ↑  .   [2017-03-26]. （原始内容存档于2016-03-05）. （页面存档备份，存于）
16. ↑  .   [2017-03-26]. （原始内容存档于2016-03-05）. （页面存档备份，存于）
17. ↑  .   [2017-03-26]. （原始内容存档于2016-03-05）. （页面存档备份，存于）
18. ↑  .   [2017-03-26]. （原始内容存档于2016-03-05）. （页面存档备份，存于）
19. ↑  .   [2017-03-26]. （原始内容存档于2015-06-29）. （页面存档备份，存于）
20. ↑  .   [2017-03-26]. （原始内容存档于2015-06-29）. （页面存档备份，存于）
21. ↑  .   [2017-03-26]. （原始内容存档于2015-06-29）. （页面存档备份，存于）
22. ↑  .   [2017-03-26]. （原始内容存档于2016-03-05）. （页面存档备份，存于）
23. ↑  .   [2017-03-26]. （原始内容存档于2016-06-02）. （页面存档备份，存于）
24. ↑  .   [2017-03-26]. （原始内容存档于2015-06-29）. （页面存档备份，存于）
25. ↑  .   [2017-03-26]. （原始内容存档于2016-03-05）. （页面存档备份，存于）
26. ↑  .   [2017-03-26]. （原始内容存档于2015-06-29）. （页面存档备份，存于）
27. ↑  .   [2017-03-26]. （原始内容存档于2016-03-05）. （页面存档备份，存于）
28. ↑  .   [2017-03-26]. （原始内容存档于2016-03-05）. （页面存档备份，存于）
29. ↑  .   [2017-03-26]. （原始内容存档于2016-03-05）. （页面存档备份，存于）
30. ↑  .   [2017-03-26]. （原始内容存档于2015-06-29）. （页面存档备份，存于）
31. ↑  .   [2017-03-26]. （原始内容存档于2015-06-29）. （页面存档备份，存于）
32. ↑  .   [2017-03-26]. （原始内容存档于2015-06-29）. （页面存档备份，存于）
33. ↑  .   [2017-03-26]. （原始内容存档于2016-03-05）. （页面存档备份，存于）
34. ↑  .   [2017-03-26]. （原始内容存档于2016-03-05）. （页面存档备份，存于）
35. ↑  .   [2017-03-26]. （原始内容存档于2015-06-29）. （页面存档备份，存于）
36. ↑  .   [2017-03-26]. （原始内容存档于2016-03-05）. （页面存档备份，存于）
37. ↑  .   [2017-03-26]. （原始内容存档于2016-03-05）. （页面存档备份，存于）
38. ↑  .   [2017-03-26]. （原始内容存档于2016-03-05）. （页面存档备份，存于）
39. ↑  .   [2017-03-26]. （原始内容存档于2016-03-05）. （页面存档备份，存于）
40. ↑  平成4年
41. ↑  平成5年
42. ↑  平成6年
43. ↑  平成7年
44. ↑  平成8年
45. ↑  .   [2013-07-03]. （原始内容存档于2016-03-04）. （页面存档备份，存于）
46. ↑  平成10年PDF
47. ↑  平成11年PDF
48. ↑  .   [2013-07-03]. （原始内容存档于2016-03-04）. （页面存档备份，存于）
49. ↑  .   [2013-07-03]. （原始内容存档于2016-03-04）. （页面存档备份，存于）
50. ↑  .   [2013-07-03]. （原始内容存档于2017-07-29）. （页面存档备份，存于）
51. ↑  .   [2013-07-03]. （原始内容存档于2017-07-29）. （页面存档备份，存于）
52. ↑  .   [2013-07-03]. （原始内容存档于2017-07-29）. （页面存档备份，存于）
53. ↑  .   [2013-07-03]. （原始内容存档于2017-07-29）. （页面存档备份，存于）
54. ↑  .   [2013-07-03]. （原始内容存档于2017-07-29）. （页面存档备份，存于）
55. ↑  .   [2013-07-03]. （原始内容存档于2017-07-29）. （页面存档备份，存于）
56. ↑  .   [2013-07-03]. （原始内容存档于2017-07-29）. （页面存档备份，存于）
57. ↑  .   [2011-07-07]. （原始内容存档于2016-03-26）. （页面存档备份，存于）
58. ↑  .   [2013-07-03]. （原始内容存档于2016-03-27）. （页面存档备份，存于）
59. ↑  .   [2013-07-03]. （原始内容存档于2016-03-25）. （页面存档备份，存于）
60. ↑  .   [2014-09-27]. （原始内容存档于2016-03-27）. （页面存档备份，存于）
61. ↑  .   [2014-09-27]. （原始内容存档于2016-03-22）. （页面存档备份，存于）
62. ↑  .   [2017-03-26]. （原始内容存档于2017-07-30）. （页面存档备份，存于）
63. ↑  .   [2017-12-05]. （原始内容存档于2018-11-09）. （页面存档备份，存于）
64. ↑  .   [2019-01-07]. （原始内容存档于2019-05-02）. （页面存档备份，存于）
65. ↑  .   [2020-07-29]. （原始内容存档于2019-12-03）. （页面存档备份，存于）
66. ↑  .   [2020-07-29]. （原始内容存档于2020-08-04）. （页面存档备份，存于）

## 外部連結
- 車站資訊（飯田橋）：東日本旅客鐵道
- 飯田橋/T06/Y13/N10 | 路線・車站資訊 | 東京地下鐵
- 飯田橋 - 東京都交通局
- 飯田橋中央廣場ramla（日語）
- i-gardenair （页面存档备份，存于）（日語）
  - garden-at tower （页面存档备份，存于）（日語）
  - igardenterrace （页面存档备份，存于）（日語）